# 東区 (札幌市)
東区（ひがしく）は、札幌市の行政区。人口は札幌市10区の中で北区に次ぐ2番目に多い区である。

## 地理
区域は東西9.3 km、南北11.0 kmある。中央区とは函館本線、北区とは創成川と旧篠路村境界、白石区とは、豊平川と旧豊平川、江別市とは豊平川と石狩川、石狩郡当別町とは当別川と石狩川を挟んで接している。地形は平坦で山がなく、モエレ沼公園にある人工の山「モエレ山」が唯一の山となっている。地質は鉄東地区の一部を除いて埴土や泥炭で形成している。
- 山：モエレ山 (62 m)
- 河川：創成川、旧琴似川、伏籠川、雁来新川、篠路新川、豊平川、石狩川
- 湖沼：モエレ沼

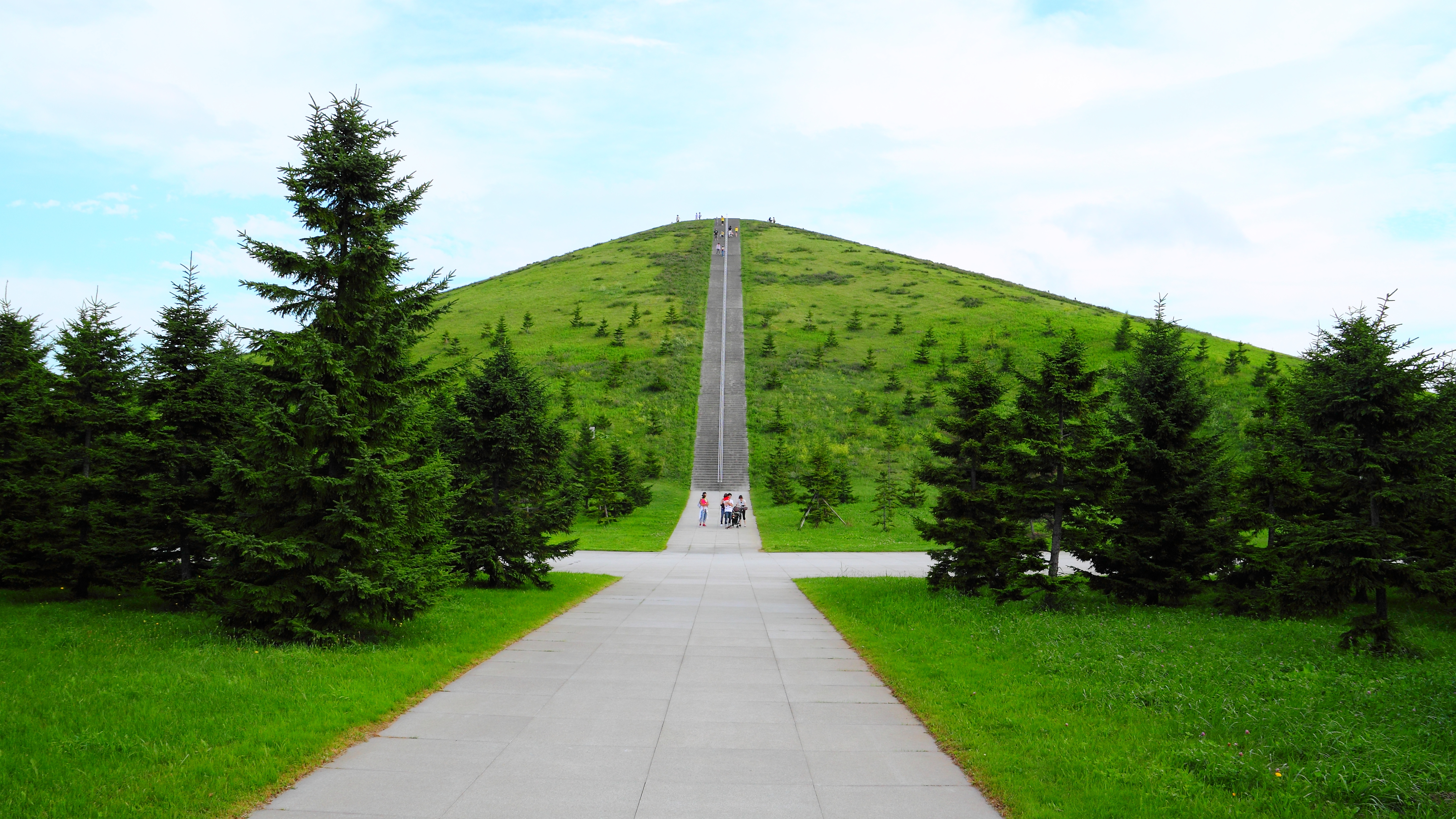
モエレ山（2012年8月）

## 歴史
江戸時代は、伏籠川（上流付近（現在の苗穂町付近）に松前藩の知行地であり「石狩十三場所」の一つであった「ナイホウ場所」が開かれており、蝦夷との交易が行われていた。現在の東区は、1866年（慶応2年）に江戸幕府の命を受けた大友亀太郎が農夫を伴って伏籠川の河畔（現在の北13条東16丁目付近）において開拓に着手したのが始まりである。大友は模範農場として幕府直営農場となる「御手作場」を設置し、用水路や道路、橋を作って農民の入植を促した。「大友堀」と呼ばれた堀は上流が創成川の原型になっており、大友は「札幌村開拓の祖」と言われている。明治になり本州各地から移民団が入植すると村落が誕生し、原生林が繁茂して「ヤチ」と呼ばれた湿地帯が広がっていた土地の開拓には大変な労苦を強いられたが、やがて農業が村の主要産業となった。リンゴやブドウなどの果樹栽培を経て、「札幌黄」などのタマネギ生産が主力となっていった。

### 年表
「東区歴史年表」参照
- 1866年（慶応02年）：大友亀太郎が農夫を伴って移住し、大友堀開削（札幌村（札幌元村）の始まり）。
- 1870年（明治03年）：酒田県（現在の山形県）の移民が庚午一ノ村（後の苗穂村）、庚午二ノ村（後の丘珠村）入植。柏崎県（現在の新潟県）の移民が庚午四ノ村（札幌新村）入植。
- 1871年（明治04年）：札幌村（札幌元村）と札幌新村が合併し、札幌村となる。
- 1873年（明治06年）：篠路村の早山清太郎が茨戸札幌線（後の元村街道）開く。対雁村（現在の江別市）に入植していた陸奥国（現在の宮城県）の移民が雁来村入植。
- 1879年（明治12年）：札幌村、苗穂村、丘珠村、雁来村、篠路村を合わせて戸長役場設置。
- 1880年（明治13年） :  札幌刑務所が北海道開拓使庁舎から現在の東苗穂に新築移転する。
- 1888年（明治21年）：札幌製糖の製糖工場操業開始（後のサッポロビール製麦工場、現在のサッポロビール博物館）[5][6]。
- 1892年（明治25年）：丘珠神社創立し、「丘珠獅子舞」初奉納。
- 1899年（明治32年）：篠路村が分離独立。
- 1902年（明治35年）：札幌村、苗穂村、丘珠村、雁来村を合わせていた戸長役場が札幌村となる（現在の東区の母体）。
- 1909年（明治42年）：日本国有鉄道苗穂工場（現在の北海道旅客鉄道苗穂工場）操業開始。
- 1926年（大正15年）：北海道製酪販売組合連合会（後の雪印乳業、現在の雪印メグミルク）札幌工場・事務所竣工。
- 1933年（昭和08年）：苗穂一帯が札幌市の工業地域指定。
- 1944年（昭和19年）：札幌飛行場完成。
- 1949年（昭和24年）：札幌村の農地解放終了。札幌市北警察署（現在の東警察署）が設置される。
- 1955年（昭和30年）：札幌村が琴似町、篠路村とともに札幌市と合併。
- 1968年（昭和43年） : 札幌北郵便局（現在の札幌東郵便局）が開局する。
- 1972年（昭和47年）：札幌市が政令指定都市に移行し、行政区制施行。東区役所開設。東消防署が新設される。
- 1974年（昭和49年）：「丘珠獅子舞」が札幌市の「無形文化財」第1号に指定。
- 1977年（昭和52年）：東区役所新庁舎、札幌市東区民センター落成。東区のシンボルマーク制定[7]。
- 1988年（昭和63年）：札幌市こどもの劇場やまびこ座オープン。札幌市営地下鉄東豊線（栄町—豊水すすきの）開業。
- 1992年（平成04年）：東区のマスコットキャラクター「タッピー」誕生。
- 1995年（平成07年）：札幌市農業体験交流施設（サッポロさとらんど）オープン・
- 1997年（平成09年）：札幌コミュニティドーム（つどーむ）オープン。東区のふれあいマーク制定[7]。
- 1998年（平成10年）：モエレ沼公園オープン（2005年グランドオープン）。
- 2004年（平成16年）：「札幌苗穂地区の工場・記念館群」として「北海道遺産」選定[8]。
- 2006年（平成18年）：サッポロさとらんどが『さっぽろ雪まつり』第2会場となる（2008年まで）。
- 2009年（平成21年）：つどーむが『さっぽろ雪まつり』第2会場となる。
- 2016年（平成28年） : 札幌丘珠空港に初のジェット機定期便が就航する。
- 2018年（平成30年） : 北海道胆振東部地震が発生し、元町で札幌市内としては観測史上初の震度6弱を記録する。
- 2021年（令和03年） : 札幌市東区ヒグマ襲撃事件が発生し、4名が負傷する。
- 2023年（令和05年）：北24条桜大橋完成、供用開始。

## 人口
- 1975年　195,682
- 1980年　213,310
- 1985年　224,539
- 1990年　232,999
- 1995年　241,319
- 2000年　248,950
- 2005年　253,996
- 2010年　255,873
- 2015年　261,912
- 2020年　265,379

## 官公署
国の機関
- 法務省
  - 札幌矯正管区
  - 法務総合研究所札幌支所
  - 矯正研修所札幌支所
  - 札幌刑務所
    - 札幌刑務支所
    - 札幌拘置支所

  - 札幌少年鑑別所
- 厚生労働省
  - 北海道労働局札幌北公共職業安定所（ハローワーク札幌北）
- 国土交通省
  - 北海道運輸局札幌運輸支局
  - 東京航空局丘珠空港事務所
  - 札幌航空交通管制部
  - 北海道開発局研修センター
- 防衛省
  - 陸上自衛隊
    - 丘珠駐屯地
    - 苗穂分屯地・北海道補給処苗穂支処

  - 自衛隊札幌地方協力本部札幌地域援護センター丘珠常駐組

札幌刑務所（2012年4月）

道の機関
- 北海道立札幌高等技術専門学院[9]
- 北海道庁防災航空室
- 石狩湾新港地域工業用水道管理事務所

独立行政法人・特殊法人等
- 独立行政法人
  - 自動車技術総合機構北海道検査部
- 特殊法人等
  - 北海道旅客鉄道
    - 苗穂工場
    - 苗穂運転所

  - 日本貨物鉄道北海道支社苗穂車両所

## 公共施設
- 札幌市東区民センター（東区役所に併設）
- 札幌市東保健センター・札幌市東健康づくりセンター
- 札幌市東区土木センター
- 札幌市ふしこ地区センター
- 札幌市栄地区センター
- 札幌市苗穂・本町地区センター
- 札幌市東老人福祉センター
- 札幌市東区保育・子育て支援センター「ちあふる・ひがし」
- 札幌市アカシア若者活動センター Youth+アカシア
- 札幌市社会復帰センター
- 札幌市社会自立センター
- あいワーク東（東区役所内）
- みかほ整肢園
- 札幌市水道局東庁舎
- 札幌市伏古水再生プラザ
- 札幌市処理場管理事務所
- 札幌市東清掃事務所
- 札幌市中沼プラスチック選別センター
- 札幌市中沼雑がみ選別センター

### 文化施設
- 札幌市元町図書館
- 札幌村郷土記念館
- 札幌市農業体験交流施設（サッポロさとらんど）
- 丘珠縄文遺跡体験学習館・おかだま縄文展示室
- 札幌市こどもの劇場やまびこ座
- サッポロビール博物館
- 北海道鉄道技術館
- 雪印メグミルク 酪農と乳の歴史館

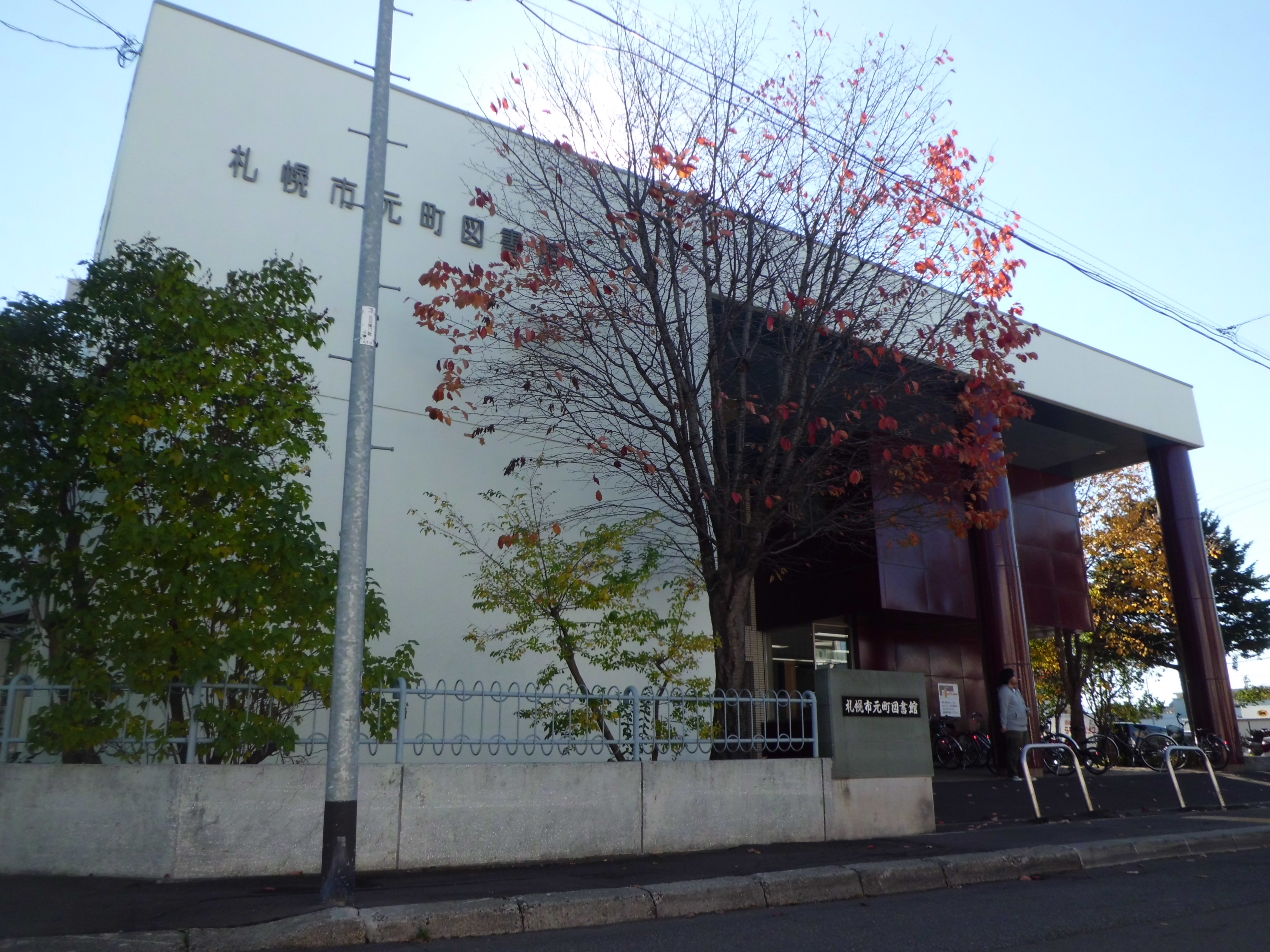
札幌市元町図書館（2014年9月）
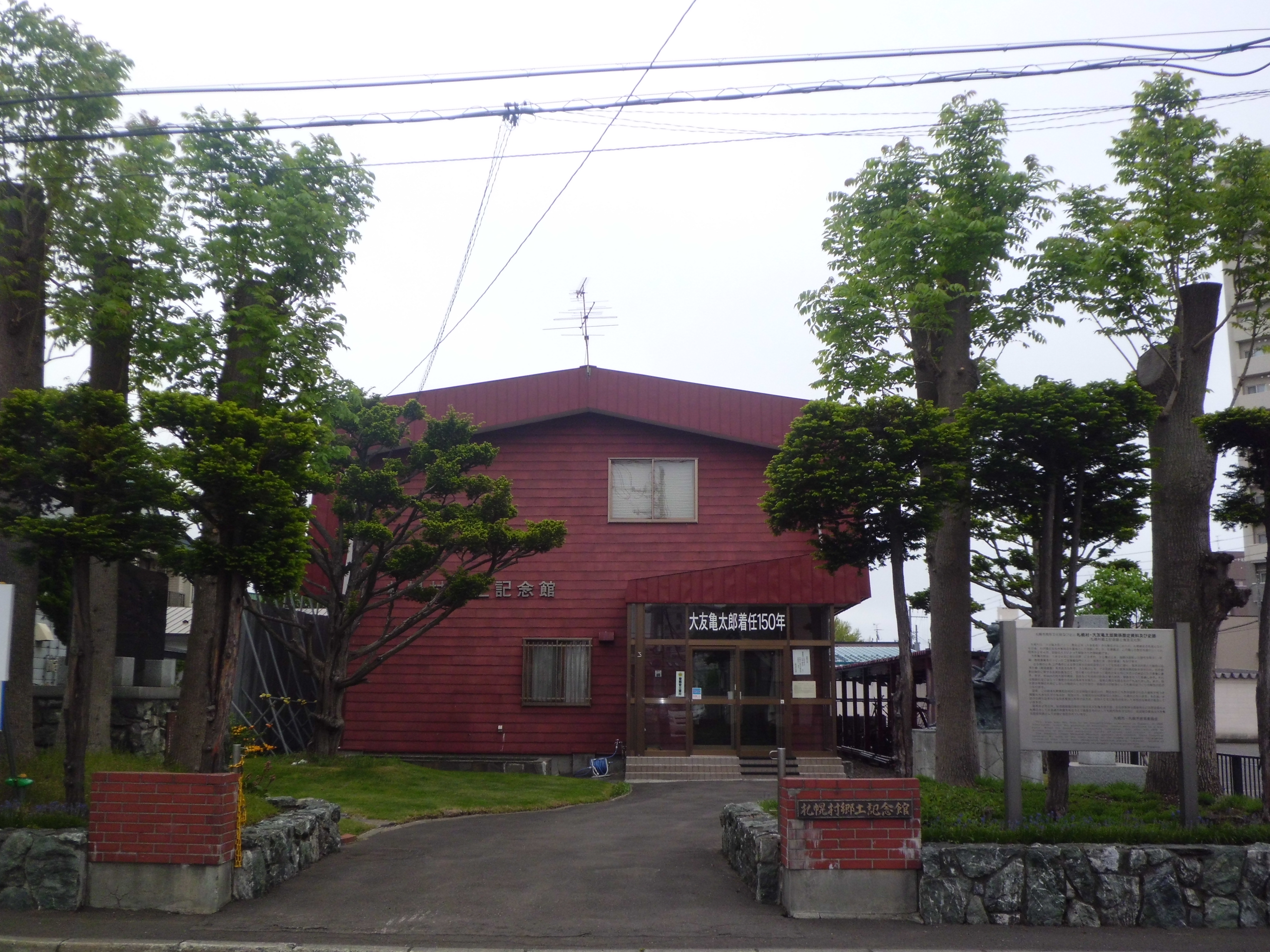
札幌村郷土資料館（2015年5月）

### 多目的施設・スポーツ施設
- 札幌市スポーツ交流施設
  - 札幌コミュニティドーム（つどーむ）
  - 球技場
  - テニスコート
  - パークゴルフ場
- 札幌市東区体育館
- 札幌市東温水プール
- 美香保公園
  - 札幌市美香保体育館
  - 野球場
  - 庭球場
- 伏古公園
  - 野球場
  - 庭球場
- 丘珠空港緑地パークゴルフ場
- モエレ沼公園
  - 陸上競技場
  - 野球場
  - 庭球場
- 札幌サッカーアミューズメントパーク
- 東雁来公園
  - サッカー場
  - パークゴルフ場

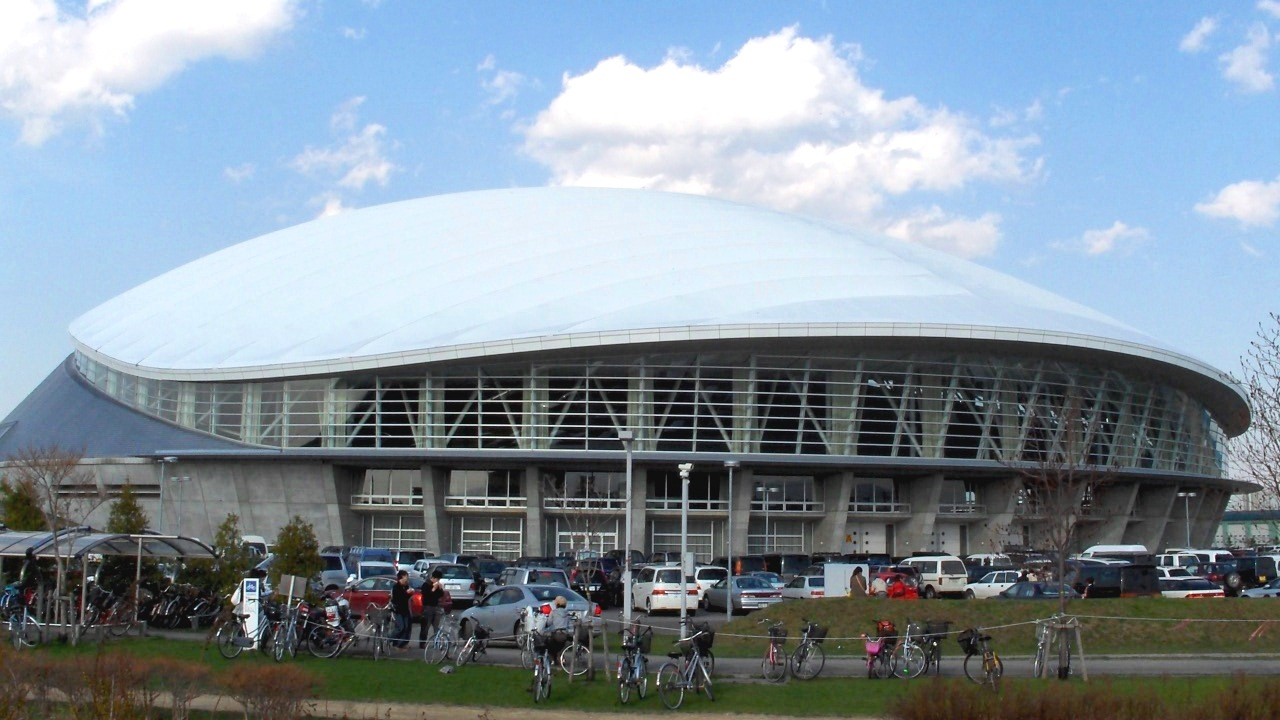
札幌コミュニティドーム（つどーむ）（2007年5月）
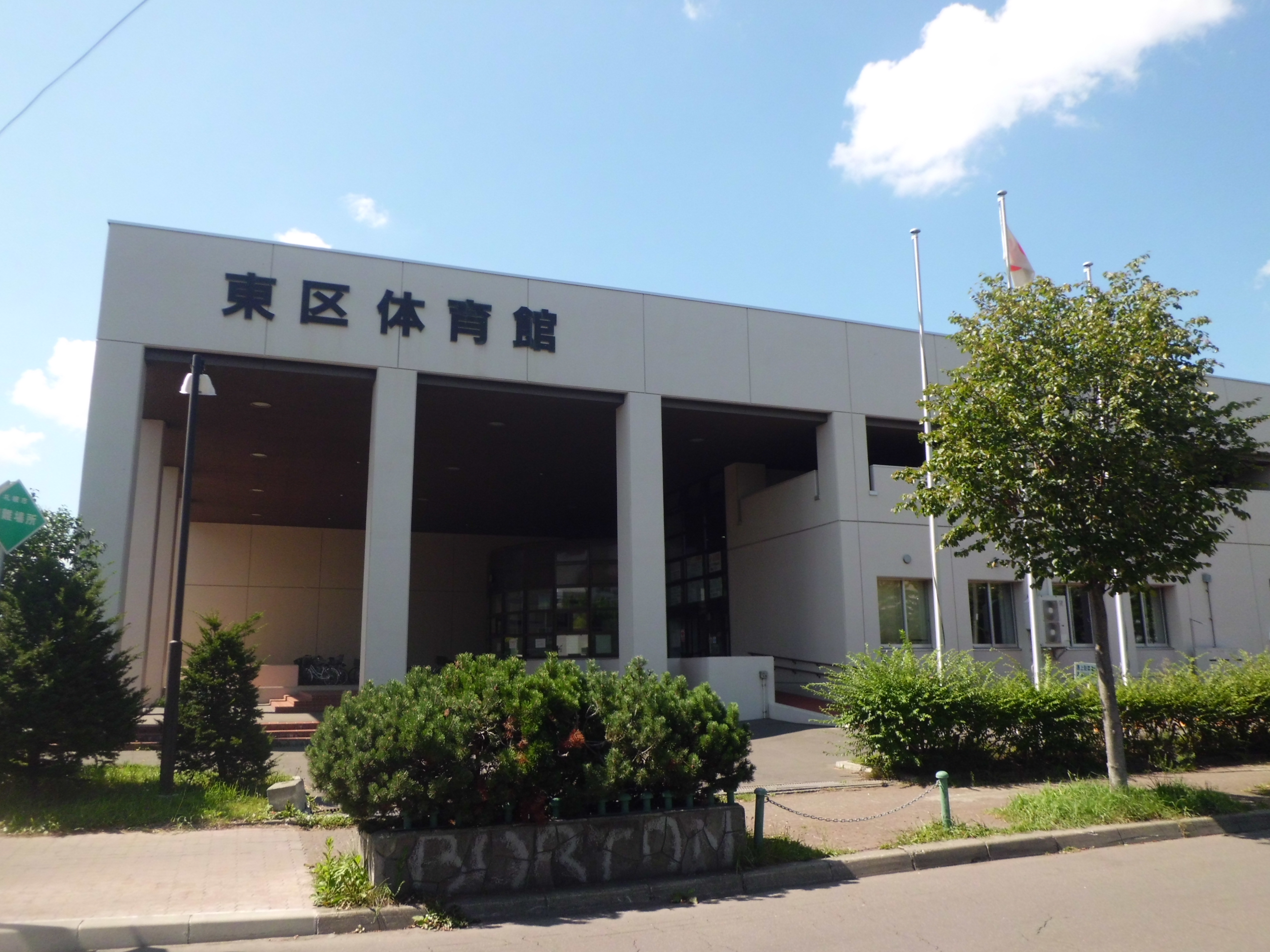
札幌市東区体育館（2014年8月）
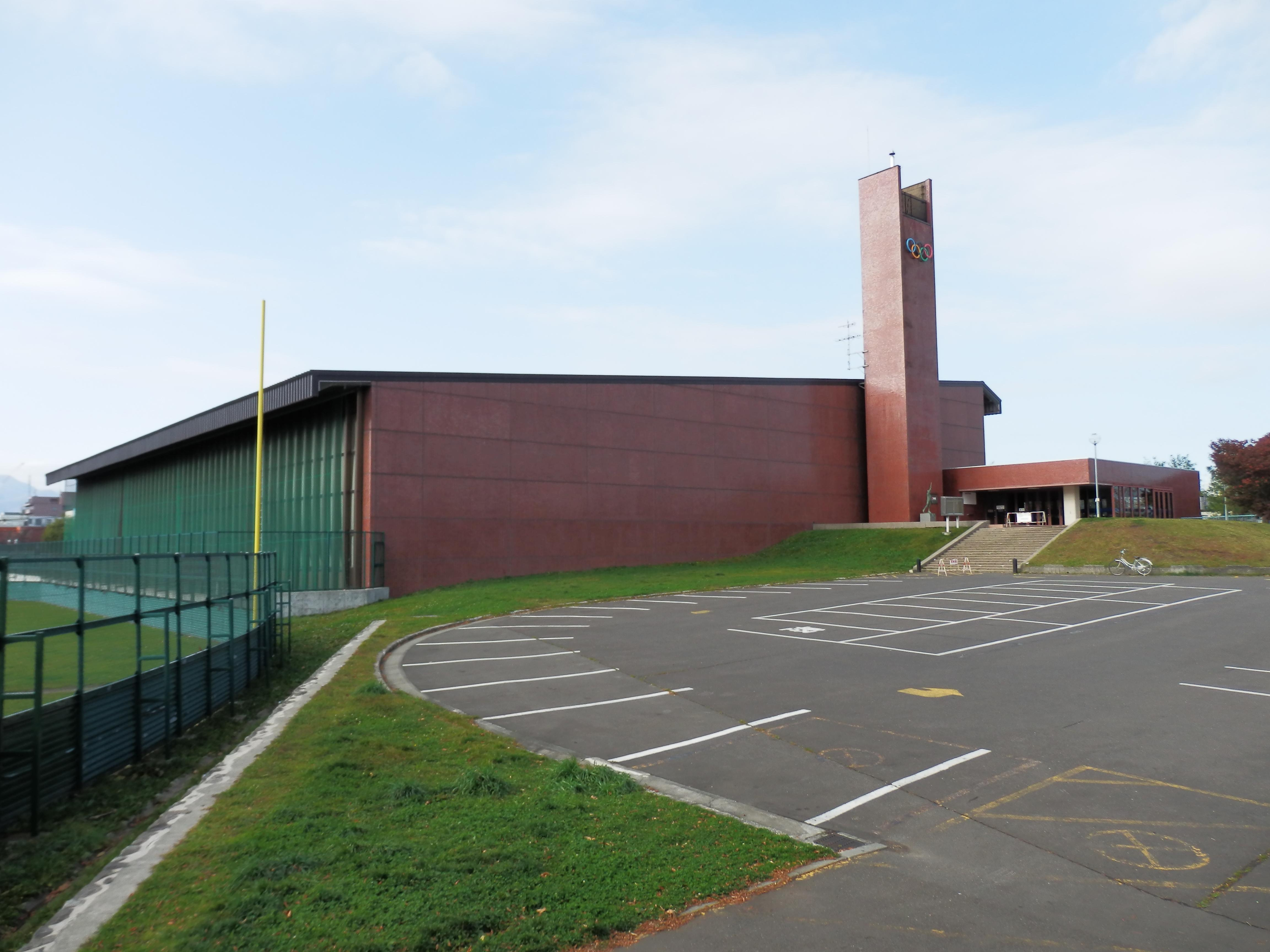
札幌市美香保体育館（2011年11月）
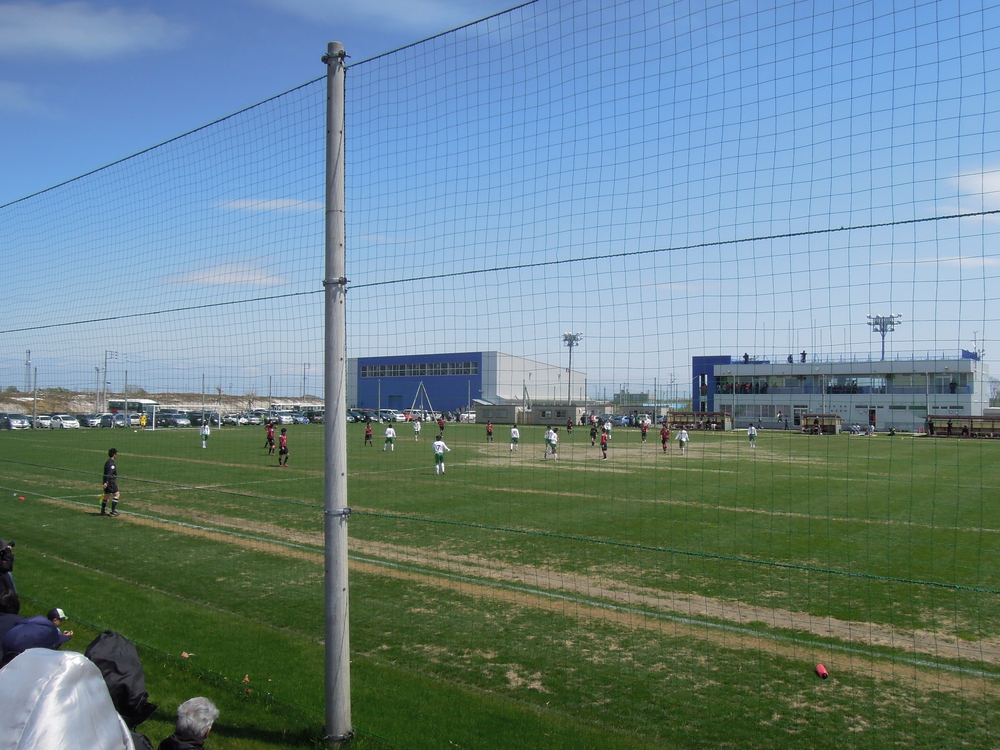
札幌サッカーアミューズメントパーク（2012年5月）

## 公的機関

### 警察
- 東警察署
  - 北十二条交番、北十三条交番、元町交番、栄東交番、北二十六条交番、栄西交番、札苗交番、丘珠交番、東苗穂交番、苗穂交番

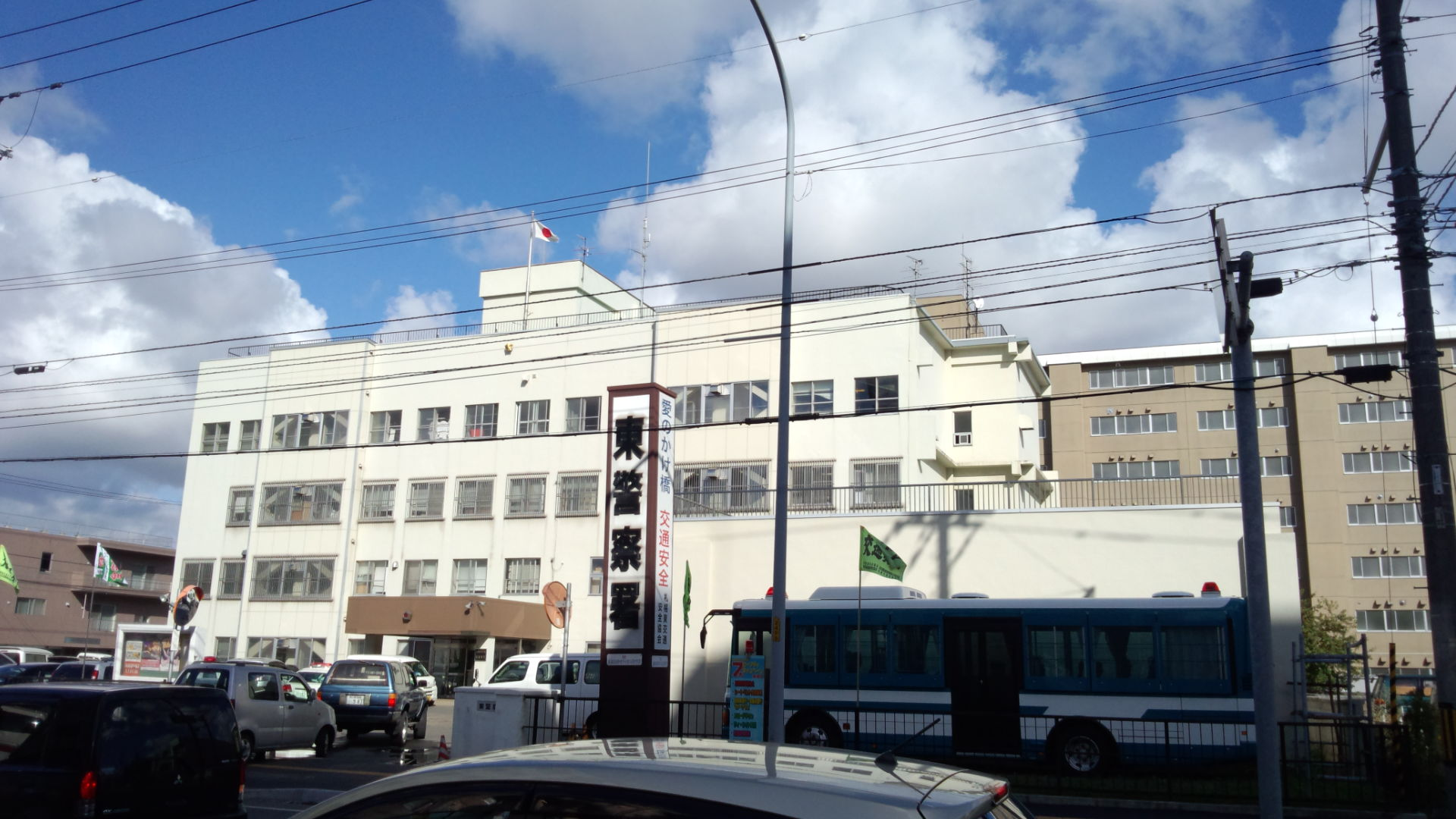
東警察署（2012年7月）

### 消防
- 札幌市消防局東消防署
  - 丘珠出張所、栄出張所、北栄出張所、札苗出張所、苗穂出張所

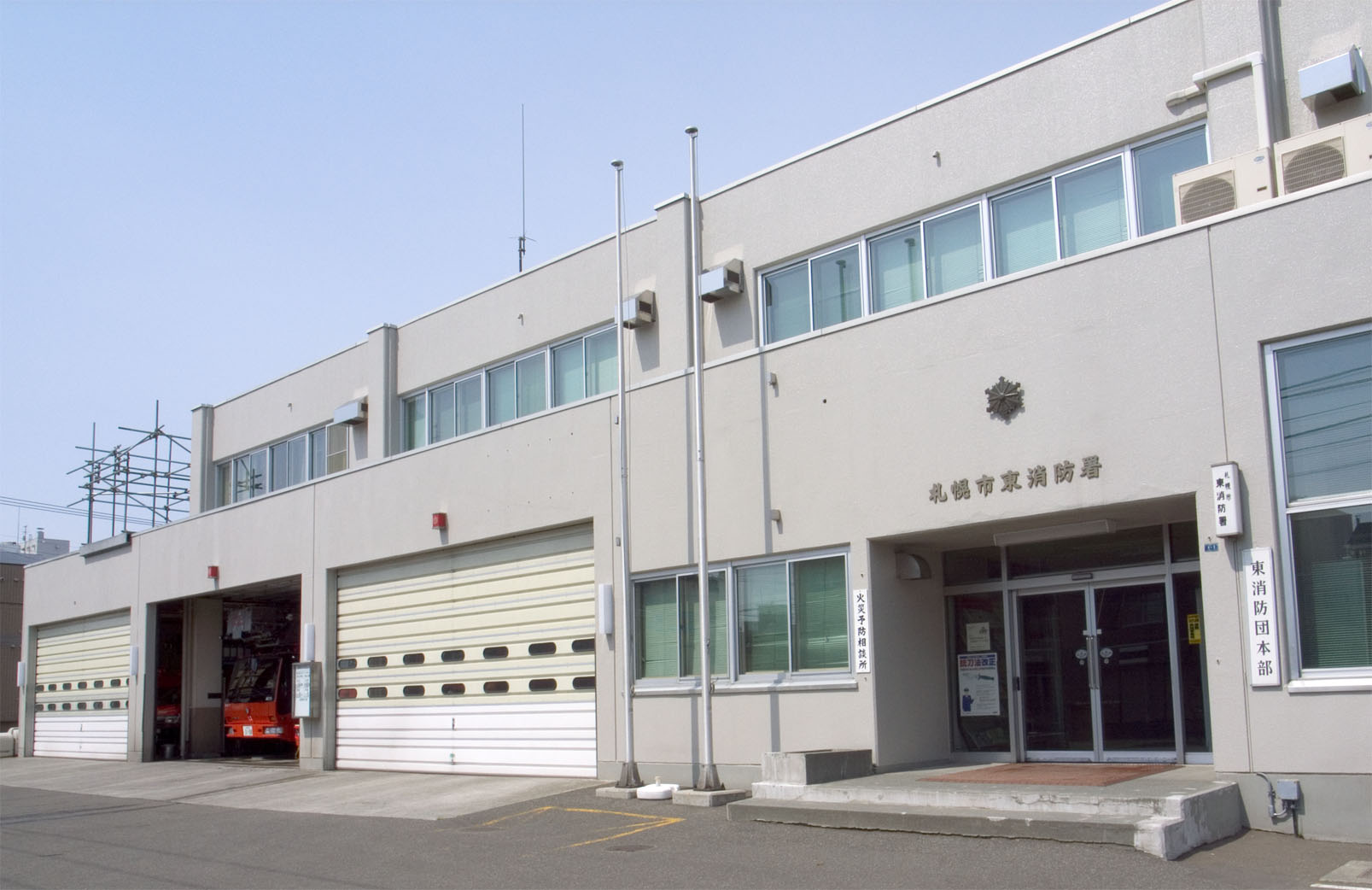
東消防署（2009年4月）

### 病院
「届出受理医療機関名簿」参照
- 愛心メモリアル病院
- カレス記念病院
- 勤医協中央病院
- クラーク病院
- 啓生会病院
- 札苗病院
- 札幌麻生脳神経外科病院
- 札幌佐藤病院
- さっぽろ神経内科病院
- さっぽろ心臓血管クリニック
- 札幌禎心会病院
- 札幌東豊病院
- 札幌東和病院
- 札幌道都病院
- 札幌東徳洲会病院
- さっぽろ病院
- 耳鼻咽喉科麻生病院
- 整形外科北新病院
- 天使病院
- 東栄病院
- 東苗穂病院
- 北海道消化器科病院
- 北海道泌尿器科記念病院

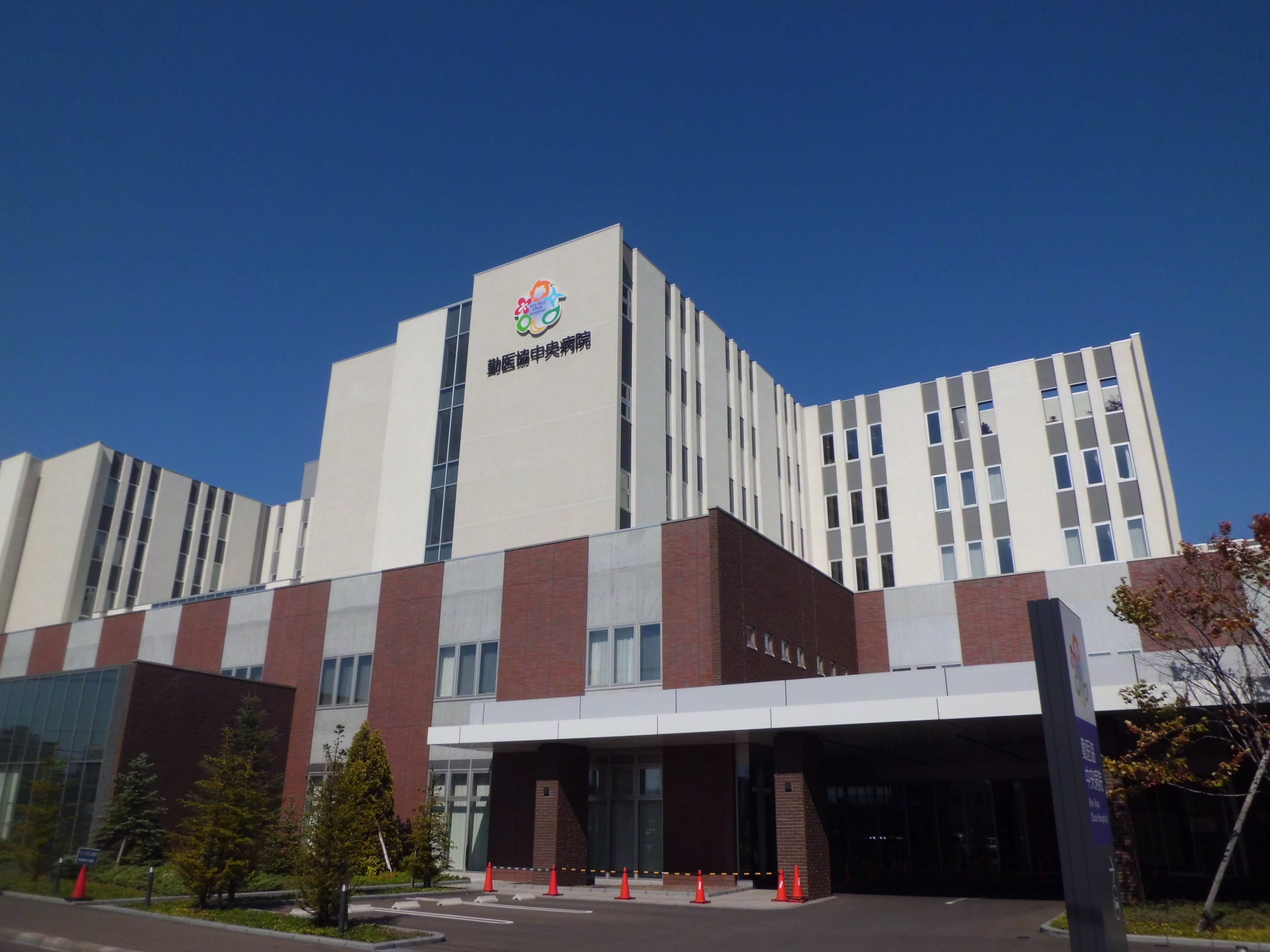
勤医協中央病院（2014年9月）
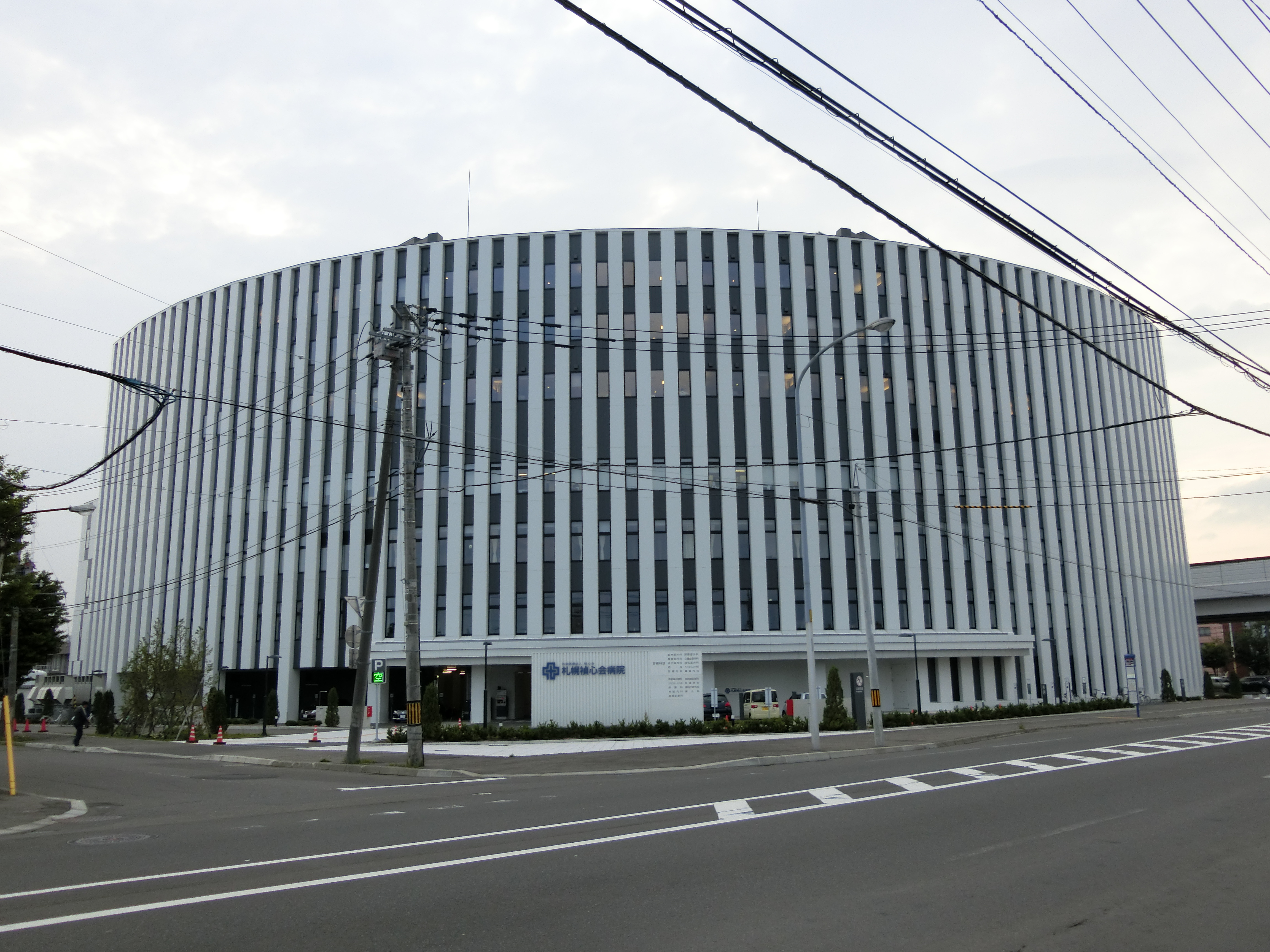
札幌禎心会病院（2017年6月）

### 電力・ガス
- 北海道ガス（北ガス）本社

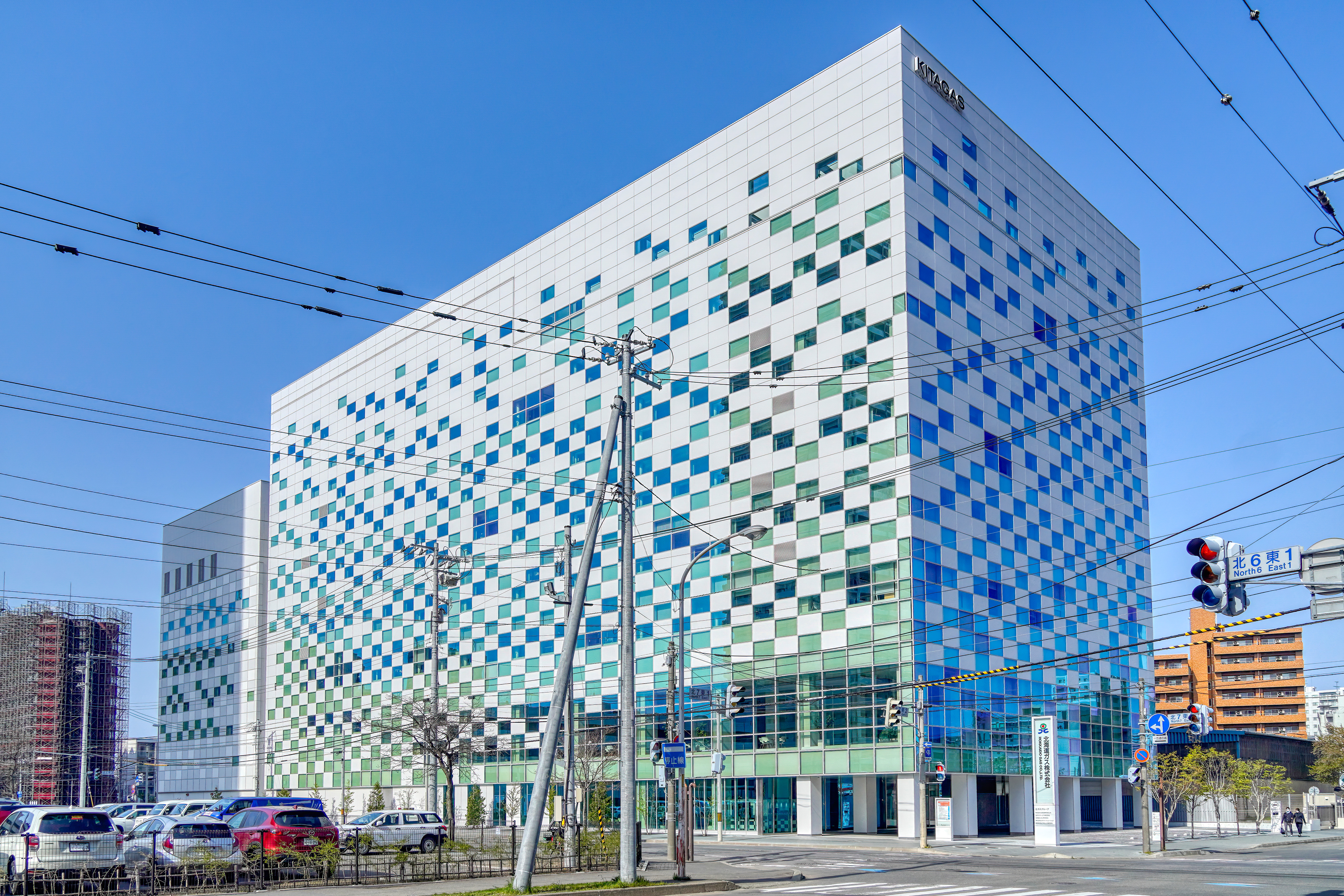
北海道ガス本社（2022年5月）

### コミュニティ放送局
- さっぽろ村ラジオ

## 札幌市出資団体
指定団体 2019年（平成31年）4月1日現在
- 札幌丘珠空港ビル株式会社
- 一般財団法人札幌市環境事業公社
  - 中沼資源選別センター
  - 中沼プラスチック選別センター
  - 中沼雑がみ選別センター
- 株式会社北海道熱供給公社
  - 中央エネルギーセンター
  - 光星エネルギーセンター
- 公益財団法人札幌市公園緑化協会
  - モエレ沼公園
- 一般財団法人札幌市下水道資源公社
  - 中沼事業所
- 一般財団法人さっぽろ水道サービス協会

## 教育機関

### 大学・短期大学
私立
- 天使大学
- 札幌大谷大学
- 札幌大谷大学短期大学部
- 札幌保健医療大学

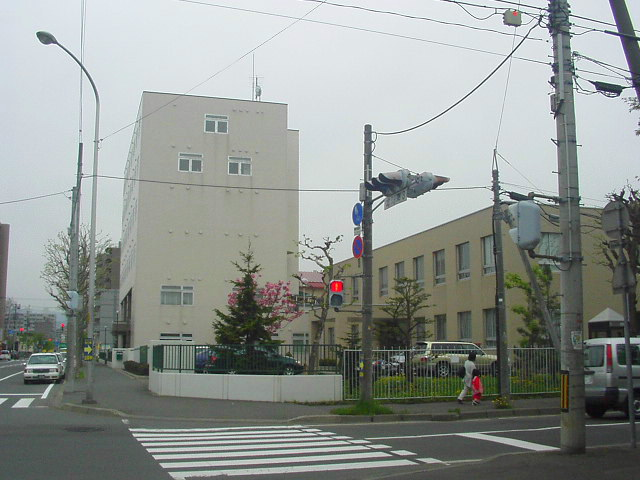
天使大学（2004年5月）
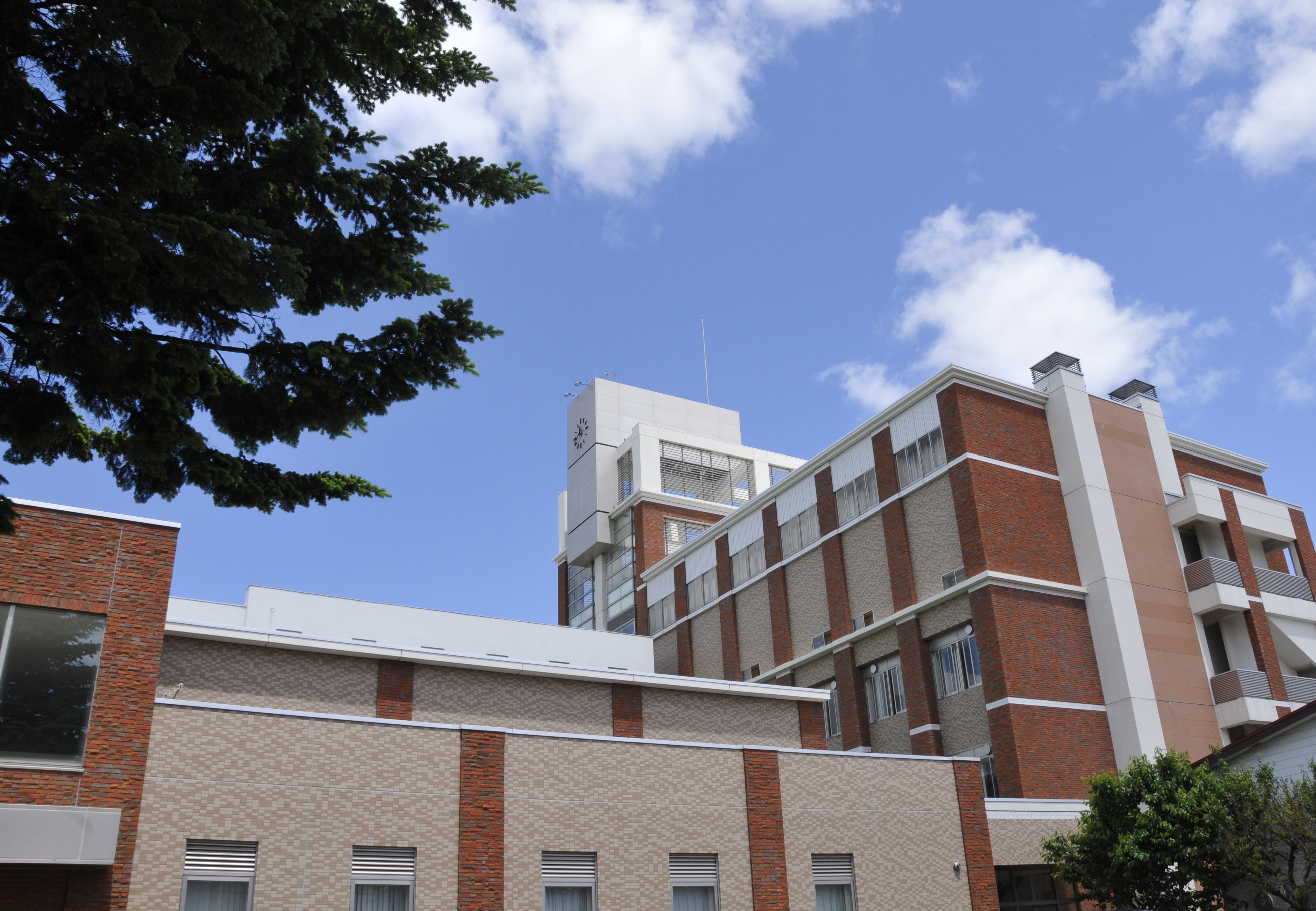
札幌大谷大学・札幌大谷大学短期大学部（2007年10月）
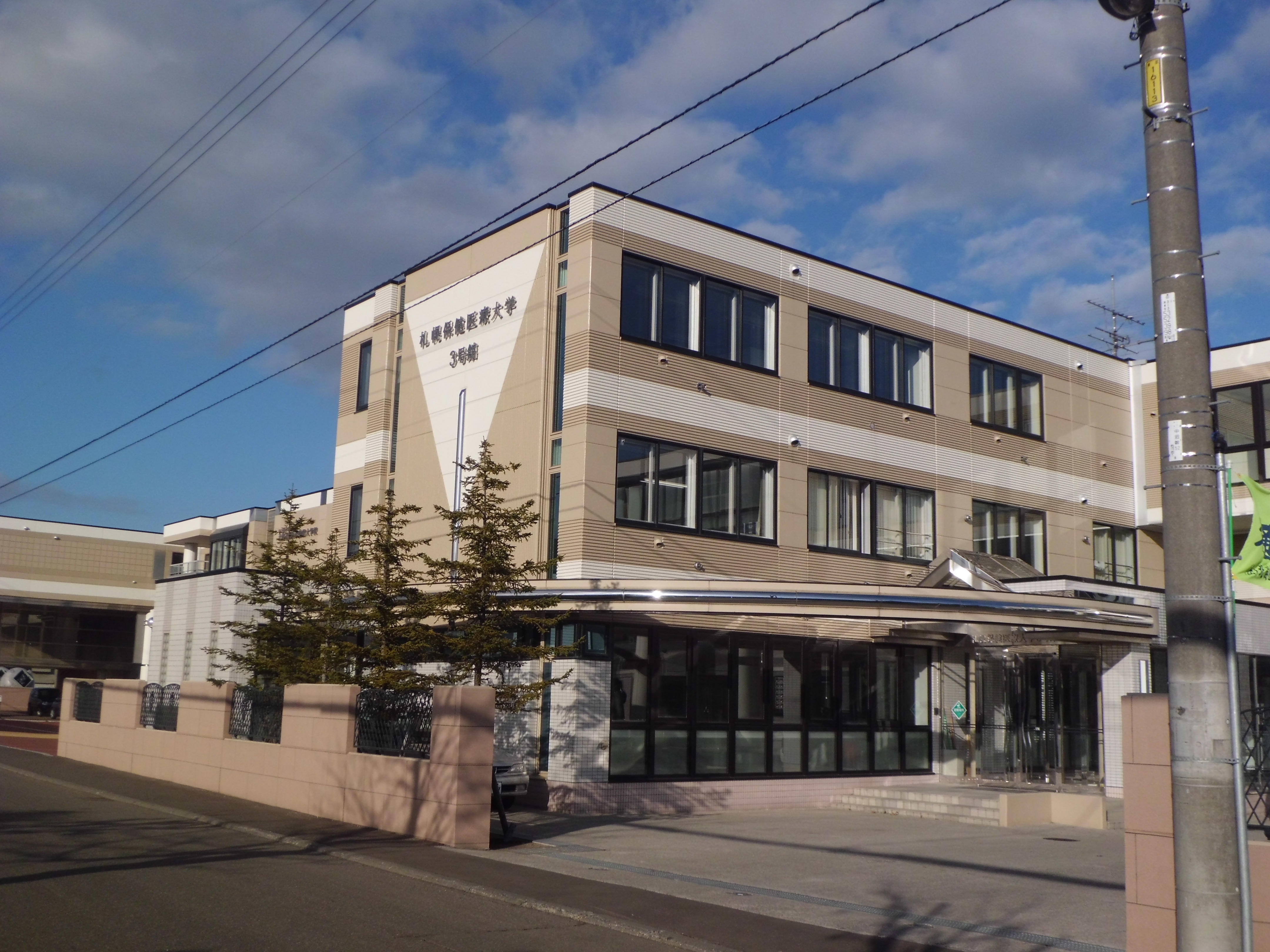
札幌保健医療大学（2014年11月）

### 専修学校
「学生納付特例対象学校一覧」参照
- 勤医協札幌看護専門学校
- 札幌工科専門学校
- 札幌福祉医薬専門学校
- 専門学校北海道自動車整備大学校
- 専門学校北海道保健看護大学校
- 北海道スポーツ専門学校
- 宮島学園北海道調理師専門学校
- 吉田学園情報ビジネス専門学校
- 吉田学園動物看護専門学校

### 高等学校
道立
- 北海道札幌丘珠高等学校
- 北海道札幌東陵高等学校
- 北海道札幌東豊高等学校

私立
- 札幌北斗高等学校
- 札幌自由が丘学園三和高等学校札幌学習センター

### 中高一貫校
市立
- 市立札幌開成中等教育学校

私立
- 札幌大谷中学校・高等学校
- 札幌光星中学校・高等学校

### 義務教育学校
- 札幌市立義務教育学校福移学園

### 中学校
市立
- 札幌市立美香保中学校
- 札幌市立北栄中学校
- 札幌市立札幌中学校
- 札幌市立東栄中学校
- 札幌市立明園中学校
- 札幌市立栄中学校
- 札幌市立札苗中学校
- 札幌市立栄南中学校
- 札幌市立元町中学校
- 札幌市立丘珠中学校
- 札幌市立栄町中学校
- 札幌市立札苗北中学校

### 小学校
市立
- 札幌市立苗穂小学校
- 札幌市立北光小学校
- 札幌市立美香保小学校
- 札幌市立札幌小学校
- 札幌市立丘珠小学校
- 札幌市立札苗小学校
- 札幌市立栄小学校
- 札幌市立中沼小学校
- 札幌市立北園小学校
- 札幌市立元町小学校
- 札幌市立北小学校
- 札幌市立明園小学校
- 札幌市立本町小学校
- 札幌市立栄西小学校
- 札幌市立栄北小学校
- 札幌市立元町北小学校
- 札幌市立栄東小学校
- 札幌市立札苗北小学校
- 札幌市立東光小学校
- 札幌市立栄南小学校
- 札幌市立伏古小学校
- 札幌市立開成小学校
- 札幌市立栄町小学校
- 札幌市立栄緑小学校
- 札幌市立東苗穂小学校
- 札幌市立伏古北小学校
- 札幌市立札苗緑小学校

### 認定こども園
- 幼保連携型認定こども園せいめいのもり[13]
- 認定こども園札幌愛珠[13]
- 幼保連携型認定こども園さつなえのもり[13]
- 幼保連携型認定こども園おかだまのもり[13]
- 幼保連携型認定こども園ふしこ幼稚園[14]

### 幼稚園
市立
- 札幌市立ひがしなえぼ幼稚園

私立
- 札幌大谷大学附属幼稚園[13]
- 北栄幼稚園[13]
- 栄光幼稚園[13]
- 天使幼稚園[13]
- 聖ミカエル幼稚園[13]
- あゆみ幼稚園[13]
- 札幌あかしや幼稚園[13]
- あゆみ第二幼稚園[13]
- 札幌幼稚園[13]

### 認可保育所
市立
- 札幌市東区保育・子育て支援センター[15]
- 札幌市みかほ保育園[15]

私立
- さっぽろ夢保育園[15]
- 札苗保育園[15]
- 元町にこにこ保育園[15]
- 開成いちい保育園[15]
- しらゆき夢保育園[15]
- 麻生むつみ保育園[15]
- 札苗北保育園[15]
- ちゃいれっく北8条東保育園[15]
- 苗穂保育園[15]
- 札幌厚成福祉会保育所[15]
- 札幌第2福ちゃん保育園[15]
- 北栄保育園[15]
- 札幌厚成福祉会第二保育所[15]
- 元町杉の子保育園[15]
- 東苗穂保育園[15]
- 明園保育園[15]
- 日の丸保育園[15]
- はらっぱ保育園[15]
- 丘珠ひばり保育園[15]
- こころの里親保育園[15]
- 元町保育園[15]
- 北栄みどり保育園[15]
- 丘珠マスカット保育園[15]
- モエレはとポッポ保育園[15]
- 元町みどり保育園[15]
- 栄保育園[15]
- 札幌フラワー保育園[15]
- 伏古かしわ保育園[15]
- 光星はとポッポ保育園[15]
- 北栄マスカット保育園[15]
- 栄町マスカット保育園[15]
- 栄町あおぞら保育園[15]
- 勤医協ぽぷら保育園[15]
- 本町保育園[15]
- 愛和新穂保育園[15]
- 中沼保育園[15]
- かりき保育園[15]
- 開成みどり保育園[15]

### 学校教育以外の施設
- 北海道立札幌高等技術専門学院[9]
- 北海道中央自動車学校

## 経済・産業

### 産業団地
- 東苗穂工業団地（札幌機械センター協同組合）
- 丘珠鉄工団地（札幌丘珠鉄工団地協同組合）
- 丘珠地区工業団地
- 札幌市リサイクル団地

### 組合
- サツラク農業協同組合本所・札幌診療所、市乳事業部
- 札幌市農業協同組合（JAさっぽろ）北札幌支店、経済部、丘珠資材センター、玉葱選果センター
- ホクレン農業協同組合連合会札幌食肉流通センター、農業総合研究所、管理本部人事部ホクレン研修センター
- 生活協同組合コープさっぽろ宅配事業本部雁来センター
- 赤帽北海道軽自動車運送協同組合本部・札幌支部
- 海外交流事業協同組合
- 協同組合札幌総合卸センター
- 札整振自動車事業協同組合
- 札幌クリーニング協同組合
- さっぽろ高齢者福祉生活協同組合
- 札幌地方中古自動車販売事業協同組合
- 札幌豆腐蒟蒻商工業協同組合
- 全国建設工事業国民健康保険組合北海道札幌支部
- 日本ローカルネットワークシステム協同組合連合会北海道地域本部
- 北海道圧接業協同組合
- 北海道解体工事業協会
- 北海道歯科用品商協同組合
- 北海道青果商業協同組合
- 北海道自動車共済協同組合
- 北海道自動車車体整備協同組合連合会
- 北海道自動車処理協同組合
- 北海道テント・シート工業組合
- 北海道豆腐油揚商工組合
- 北海道二輪車商業協同組合
- 北海道有機農業協同組合
- 北海道労働組合総連合

### 商業施設
ショッピングセンター
- 札幌振興公社
  - セレスタ札幌
- イオン北海道（イオングループ）
  - イオン札幌元町ショッピングセンター
  - イオンモール札幌苗穂
- セブン&アイ・クリエイトリンク（セブン&アイ・ホールディングス）
  - アリオ札幌
- 北海道ジェイ・アール都市開発（JR北海道グループ）
  - 鉄東ショッピングセンター
- 大和情報サービス（大和ハウスグループ）
  - 東雁来ショッピングセンター

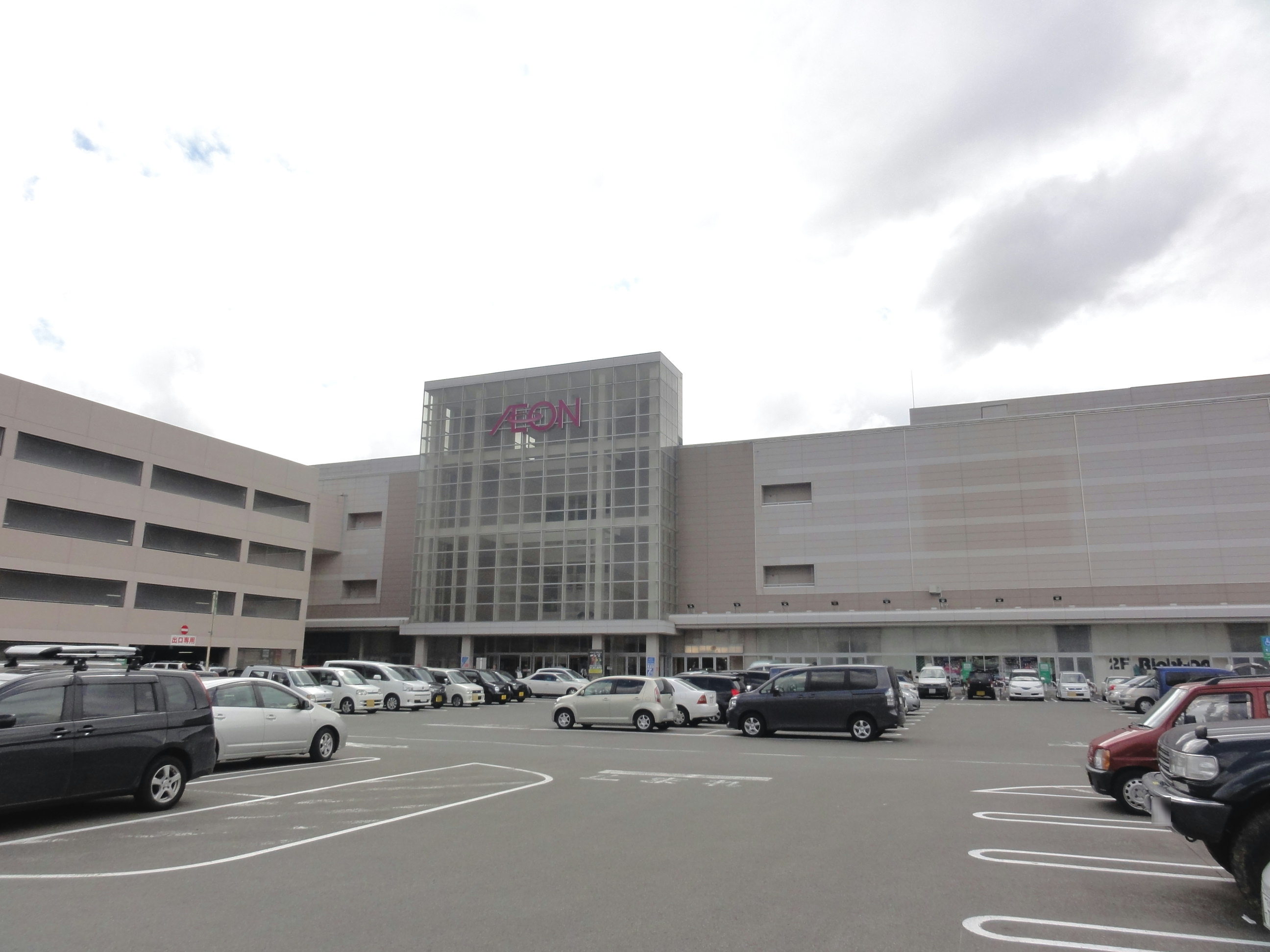
イオン札幌元町ショッピングセンター（2012年7月）
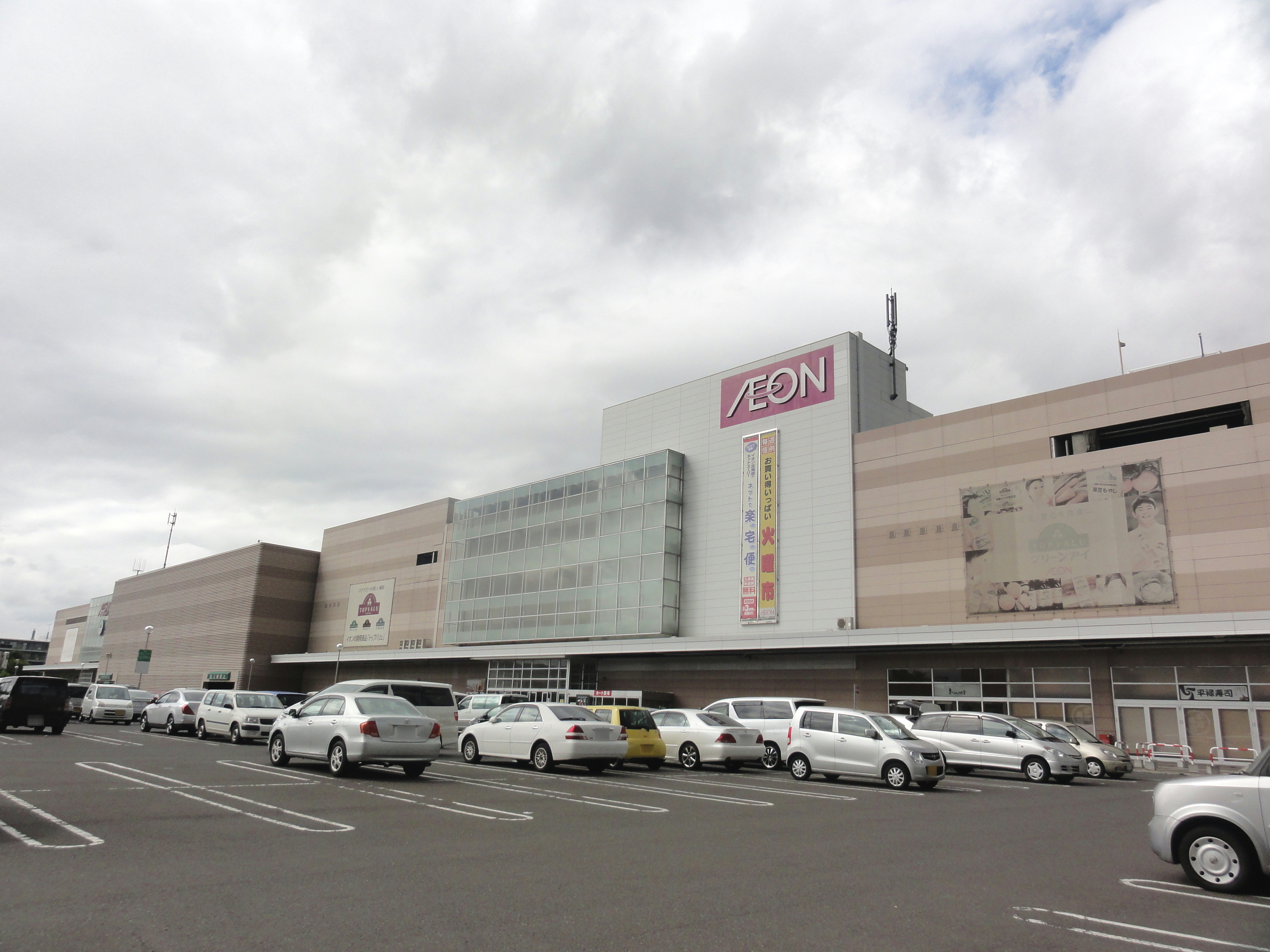
イオンモール札幌苗穂（2012年7月）
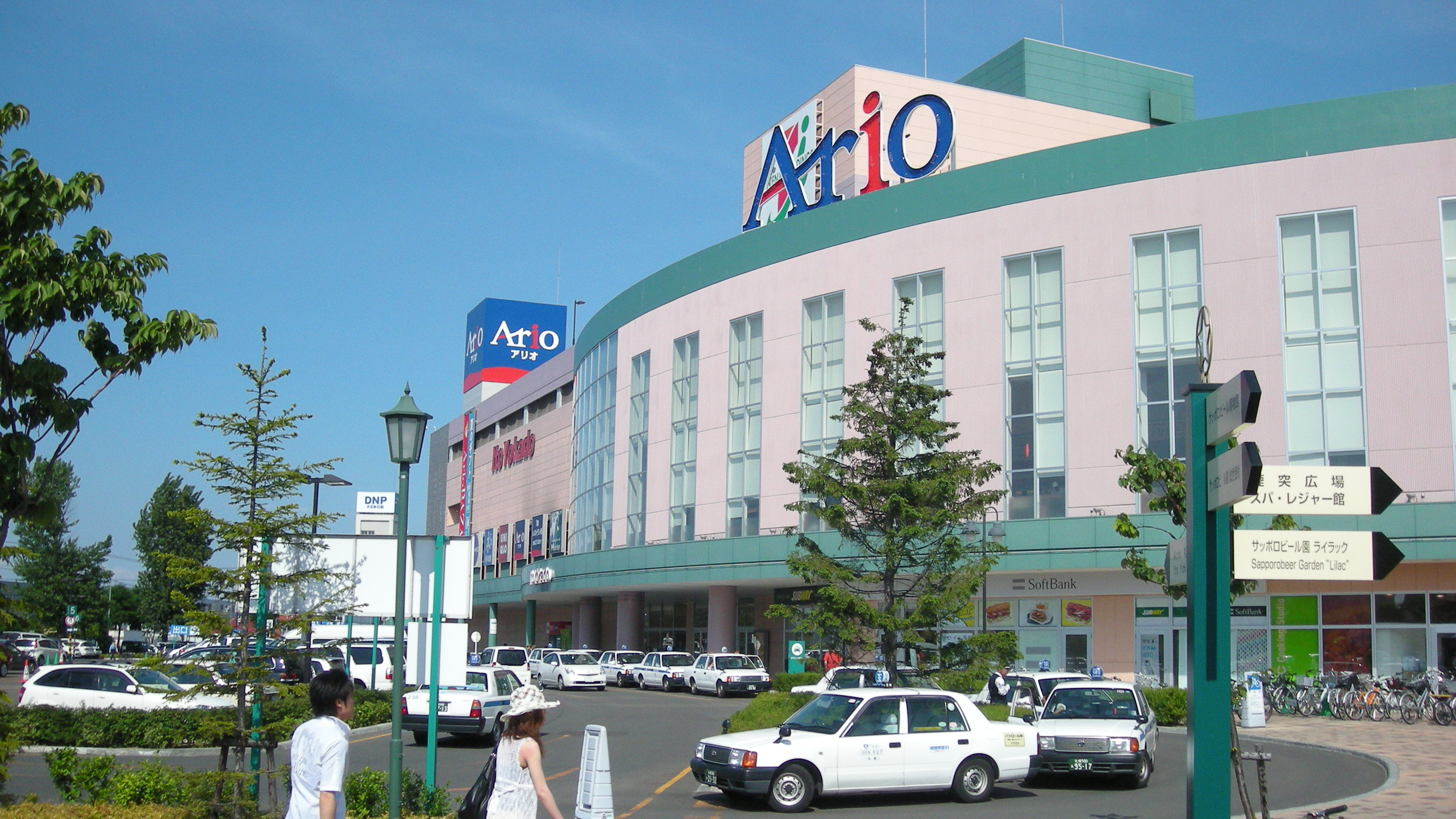
アリオ札幌（2009年6月）

スーパーマーケット・ミニスーパー・ディスカウントストア
- イオン北海道（イオングループ）
  - イオン札幌元町店（イオン札幌元町ショッピングセンター内）
  - イオン札幌苗穂店（イオンモール札幌苗穂内）
  - イオン札幌栄町店
  - マックスバリュ光星店
  - マックスバリュ元町店
  - マックスバリュ北26条店
  - マックスバリュ北40条店
  - マックスバリュエクスプレス新道店
  - ザ・ビッグ東雁来店（東雁来ショッピングセンター内）
  - ザ・ビッグ元町店（旧西友元町北二十四条店）
  - ザ・ビッグエクスプレス栄町店
  - ザ・ビッグエクスプレスモエレ店
  - まいばすけっと北25条東16丁目店
  - まいばすけっと北23条東1丁目店
  - まいばすけっと北18条東1丁目店
  - まいばすけっと北14条東15丁目店
  - まいばすけっと北11条東8丁目店
  - まいばすけっと北9条東2丁目店
  - まいばすけっと北6条東5丁目店
- ラルズ（アークスグループ）
  - スーパーアークス東苗穂店
  - スーパーアークス苗穂店
  - スーパーアークス光星店
  - ラルズマート伏古店
  - ラルズマート北35条店
- 東光ストア（アークスグループ）
  - 東区役所駅前店（セレスタ札幌内）
  - 美香保店
  - 北栄店
- ダイイチ（セブン&アイグループ)
  - アリオ札幌店（アリオ札幌内）
- 生活協同組合コープさっぽろ
  - 新道店
  - 元町店
- 北雄ラッキー
  - 北49条店
  - 衣料館北30条店
- JR北海道フレッシュキヨスク（JR北海道グループ）
  - ジェイ・アール生鮮市場北45条店
  - ジェイ・アール生鮮市場北10条店（鉄東ショッピングセンター内）
- 産直
  - 産直生鮮市場ふしこ店
- ホクレン商事
  - ホクレンショップFoodFarm49条店
- 大槻食材
  - C&Cキャロット北光店
- 津司
  - 卸売スーパー北42条店
- 東和システム
  - ウィズマート丘珠店
- トライアルカンパニー
  - メガセンタートライアル伏古店
- ドン・キホーテ（パン・パシフィック・インターナショナルホールディングス）
  - ドン・キホーテ北42条店
- 神戸物産
  - 業務スーパー伏古店(良知経営)
- スーパーエース（全日食チェーン）
  - ARSPA美香保店
  - 北30条店
- 丸コ
  - 食品スーパーマルコ東苗穂店

### 金融機関
銀行
- 北洋銀行
  - 光星支店
  - 北十五条支店
  - 元町支店
  - 栄町支店
  - 東苗穂支店
  - 伏古支店
  - 札苗支店

- 北海道銀行
  - 美香保支店
  - 東苗穂支店
  - 札苗支店
  - 北栄支店
  - 元町支店
  - 栄町支店
  - 北十五条支店

- 北陸銀行 
  - 苗穂支店
  - 元町出張所

協同組織金融機関
- 北海道信用金庫
  - 光星支店
  - 元町支店
  - 新道東支店
  - 栄町支店
  - 丘珠支店
  - 東苗穂支店
  - モエレ出張所

- 空知信用金庫
  - 札幌東支店

- 北門信用金庫
  - 栄町支店

- 室蘭信用金庫
  - 札幌北支店

- 苫小牧信用金庫
  - 札幌北支店

- 旭川信用金庫
  - 栄町支店

- 留萌信用金庫
  - 札幌支店

- 北央信用組合
  - 北支店
  - 元町支店
  - 栄町支店

- 札幌中央信用組合
  - 美香保支店

- 空知商工信用組合
  - 東苗穂支店

- 北海道信用農業協同組合連合会（JAバンク北海道）
  - サツラク農業協同組合
    - 本所

  - 札幌市農業協同組合（JAさっぽろ）
    - 北札幌支店

日本郵政
- ゆうちょ銀行
  - 札幌支店札幌東出張所

### 郵便
- 道央札幌郵便局（地域区分局）
- 札幌中央郵便局（集配局）：北9条以南の東7丁目以西
- 丘珠郵便局（集配局）
- 札幌東郵便局（ゆうちょ銀行札幌東店併設）
  - 札幌北九条郵便局
  - 札幌北十二条郵便局
  - 札幌北十三条東郵便局
  - 札幌美香保郵便局
  - 札幌北十八条郵便局
  - 札幌北二十条東郵便局
  - 札幌北二十四条郵便局
  - 札幌北二十五条郵便局
  - 札幌北二十六条郵便局
  - 札幌北三十一条郵便局
  - 札幌北三十三条郵便局
  - 札幌苗穂郵便局
  - 札幌本町郵便局
  - 札幌北三十五条郵便局
  - 札幌北三十八条郵便局
  - 札幌北四十一条郵便局
  - 札幌北四十三条郵便局
  - 札幌北五十条郵便局
  - 札幌栄町郵便局
  - 札幌栄町西郵便局
  - 札幌東苗穂郵便局
  - 札幌東苗穂五条郵便局
  - 札幌東苗穂十二条郵便局
  - 札幌伏古郵便局
  - 札幌伏古十一条郵便局
  - 札幌モエレ郵便局
  - 札幌みづほ簡易郵便局

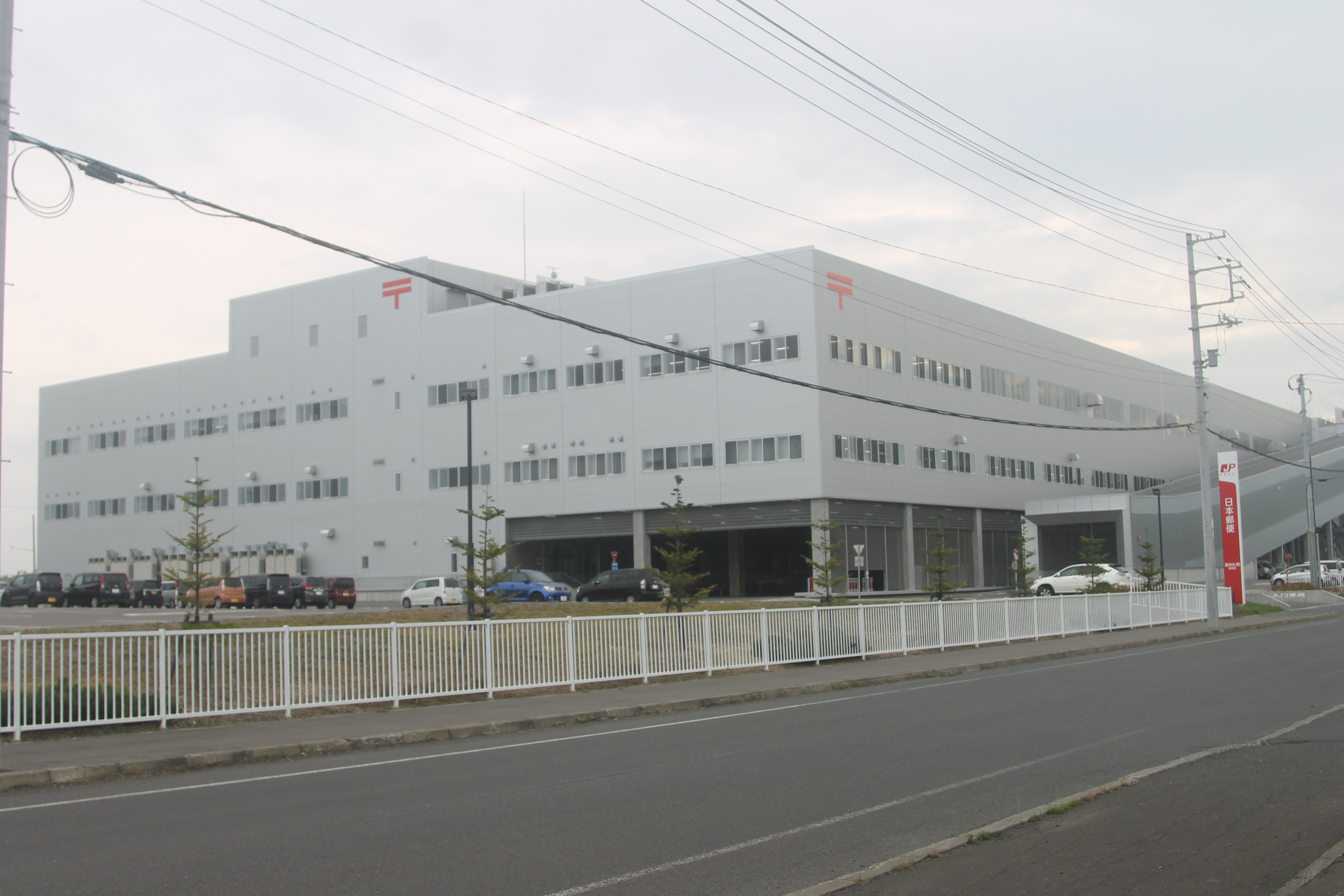
道央札幌郵便局（2019年9月）
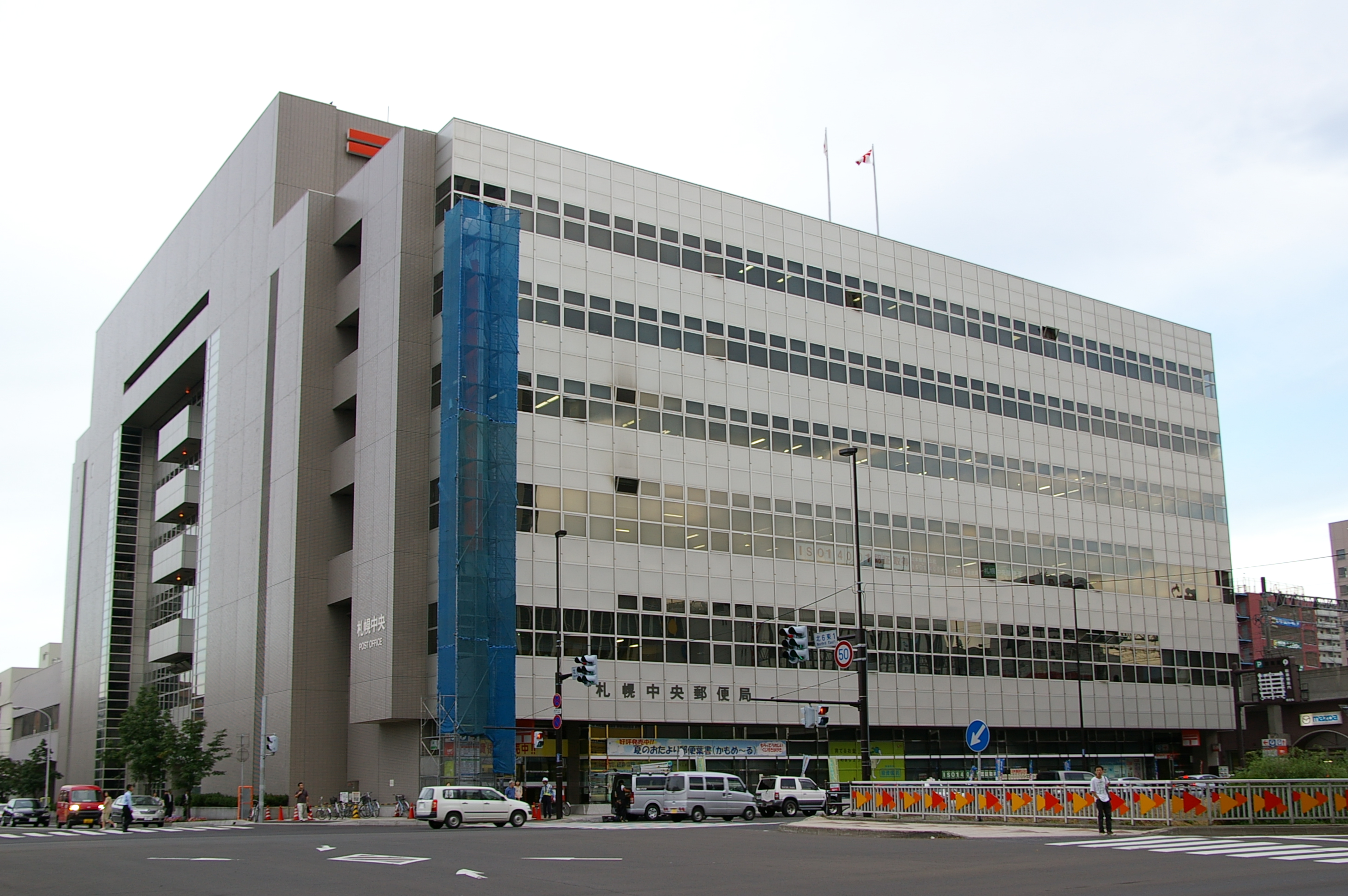
札幌中央郵便局（2007年8月）
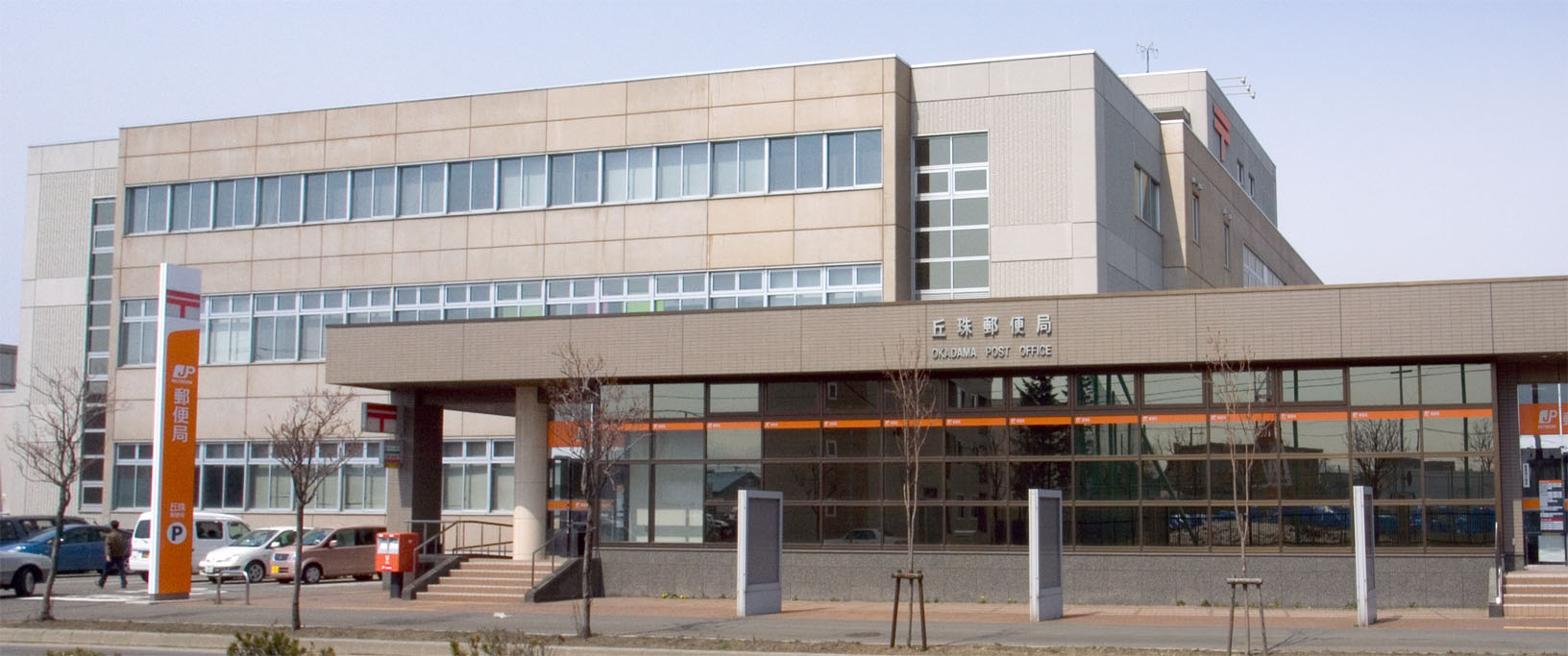
丘珠郵便局（2009年4月）
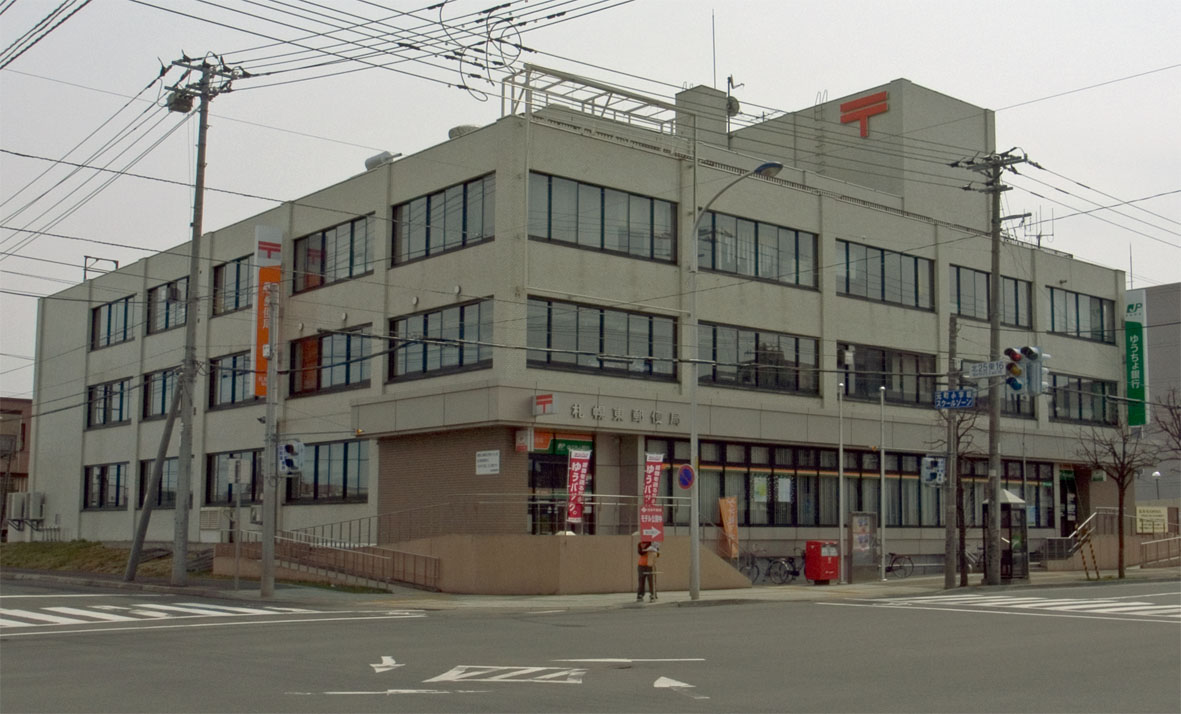
札幌東郵便局（2009年4月）

### 宅配便
- ヤマト運輸札幌主管支店
  - 札幌光星センター
  - 札幌苗穂センター・札幌環状通東センター
  - 札幌伏古センター・札幌元町センター
  - 雁来センター
  - 札幌丘珠センター・札幌栄町センター
  - アリオ札幌センター
- 佐川急便札幌東営業所
- 日本通運札幌支店札幌自動車事業所（所在地は白石区）

## 交通

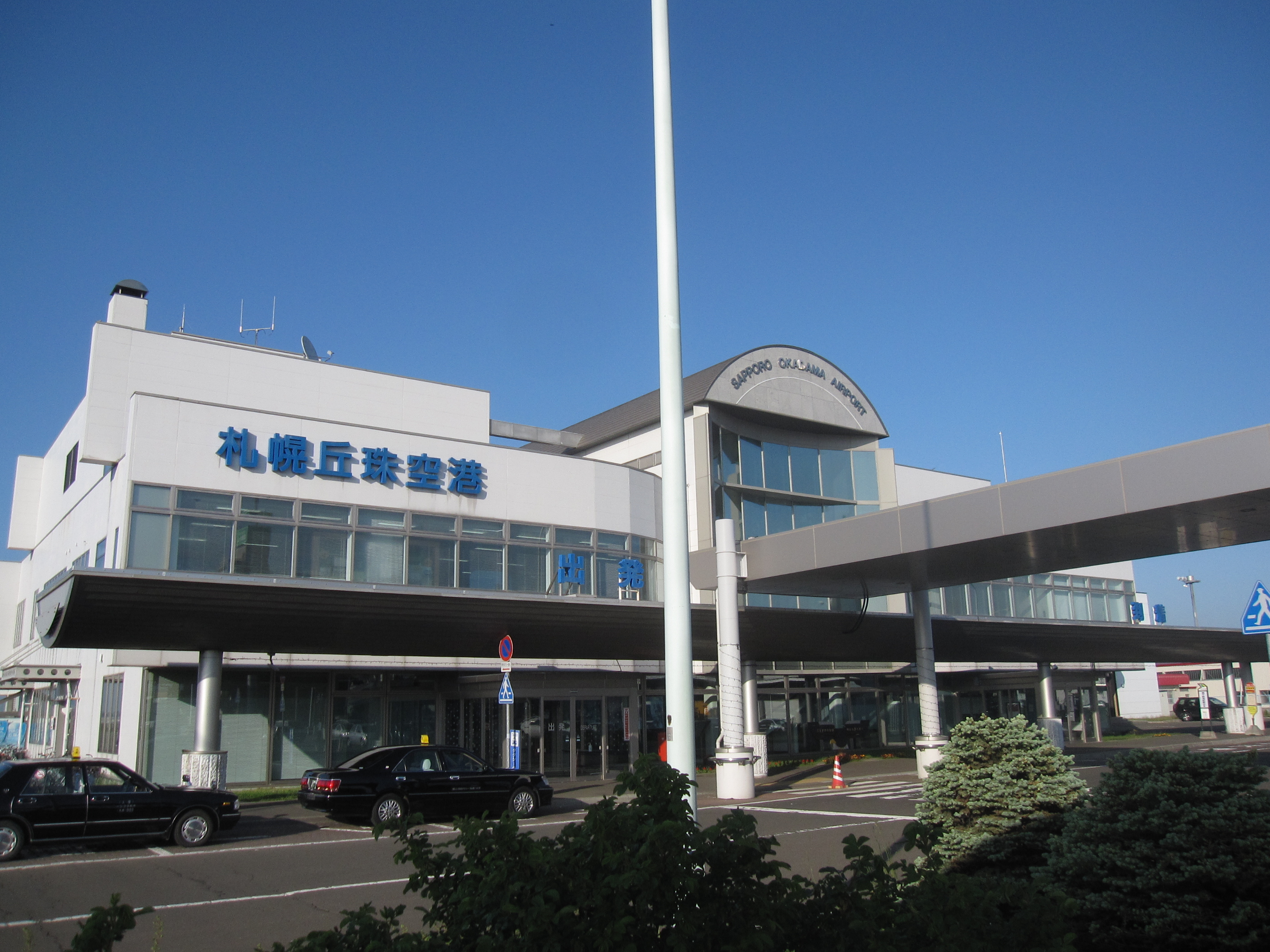
札幌丘珠空港（2012年6月）

### 空港
- 札幌丘珠空港
  - 日本航空（JAL）[注 1]
    - 利尻空港
    - 女満別空港[16]
    - 中標津空港[17]
    - 釧路空港
    - 函館空港
    - 奥尻空港[18][19]
    - 三沢空港
    - 秋田空港[20]

  - フジドリームエアラインズ（FDA）[注 2][21]
    - 静岡空港（夏ダイヤ期間運航）
    - 松本空港（夏ダイヤ期間運航）
    - 県営名古屋空港（夏ダイヤ期間運航）[22]

  - トキエア（TOK）
    - 新潟空港

### 鉄道
- 北海道旅客鉄道（JR北海道）（特定都区市内）
  - 函館本線・千歳線：苗穂駅（北口）[注 3]
  - 苗穂工場
  - 苗穂運転所
  - 札沼線（学園都市線）：太平駅 （南口）[注 4]
- 札幌市交通局
  - 札幌市営地下鉄東豊線：栄町駅 - 新道東駅 - 元町駅 - 環状通東駅 - 東区役所前駅 - 北13条東駅

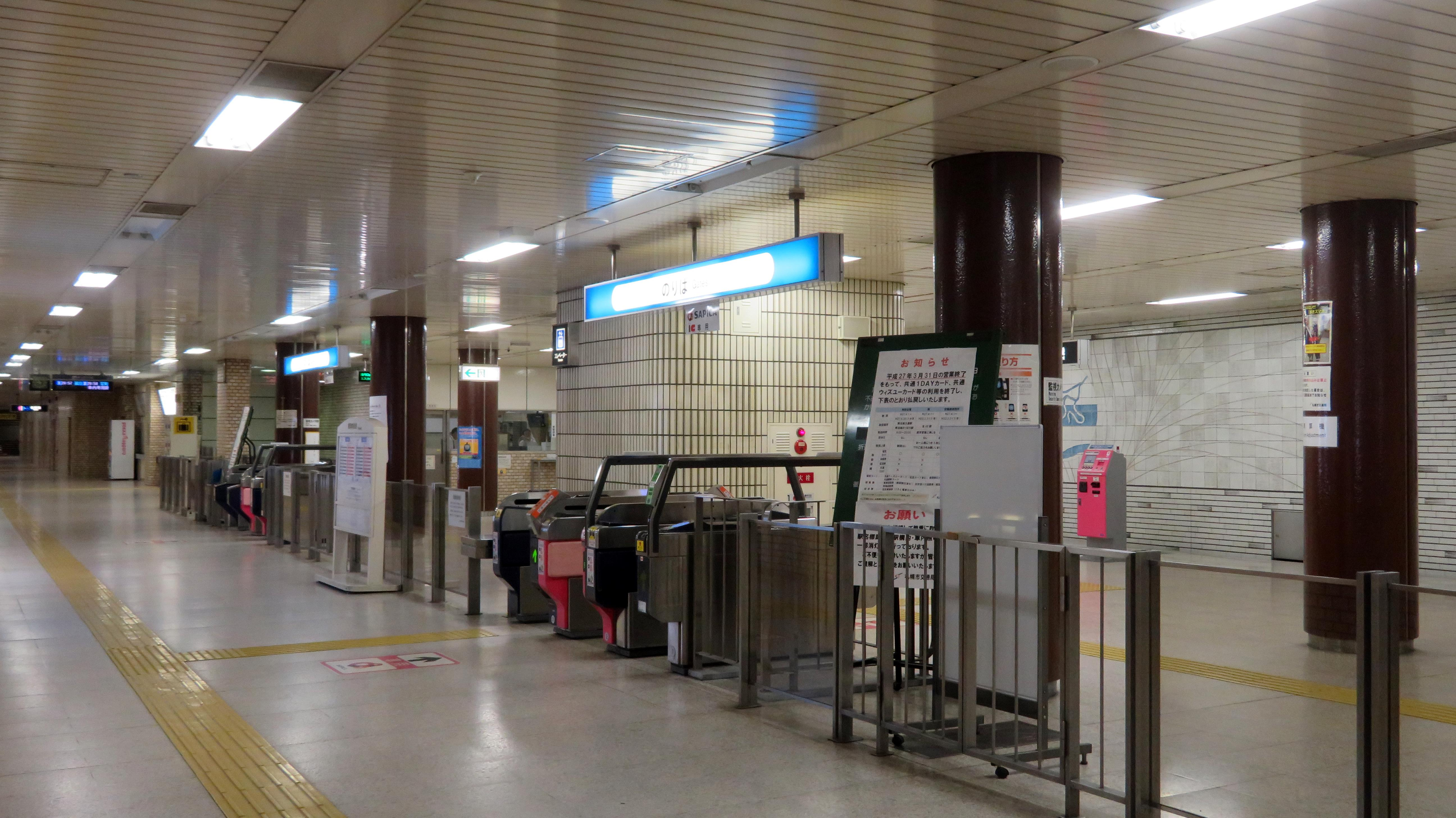
東区役所前駅改札口（2017年7月）
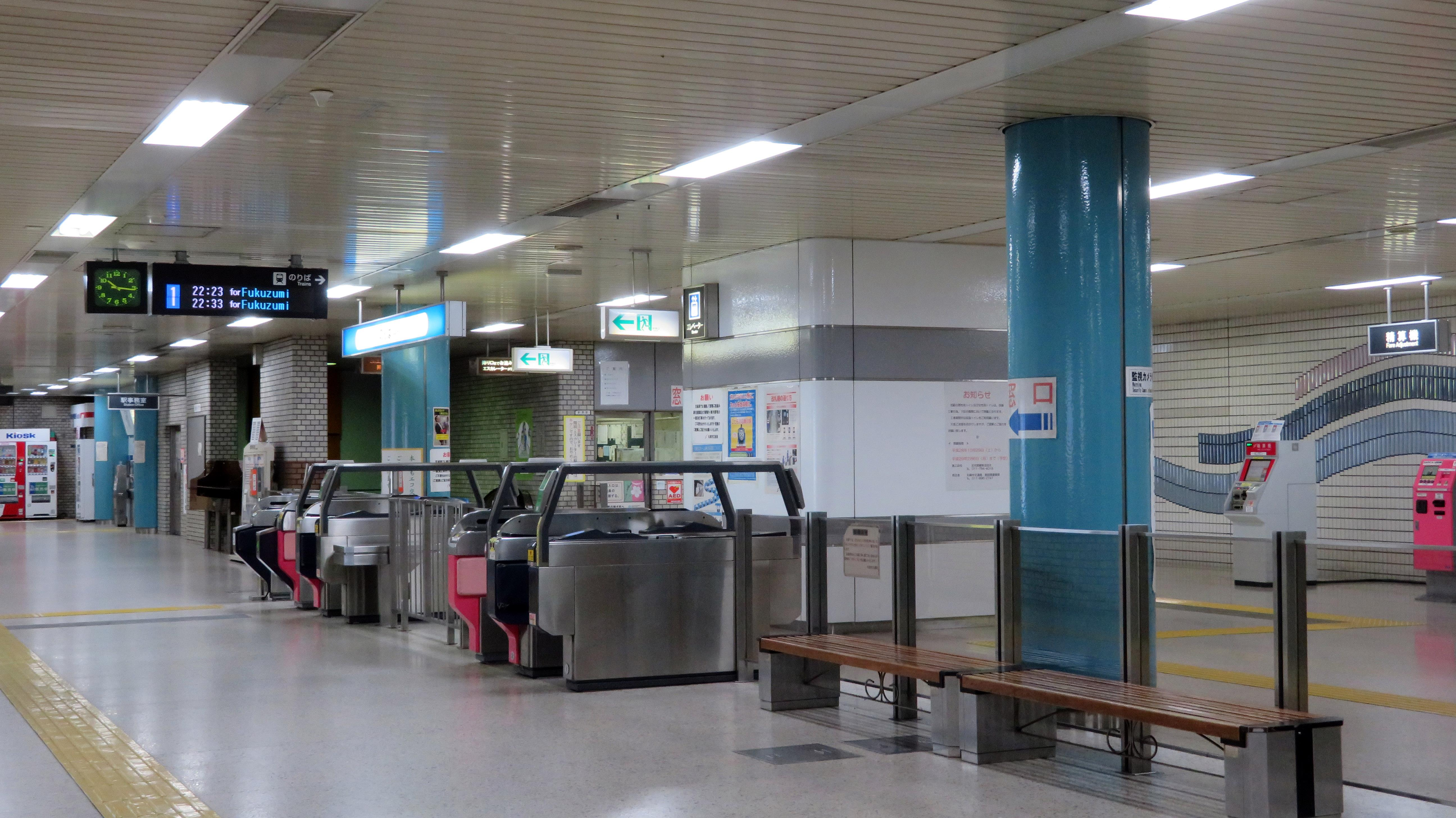
元町駅改札口（2016年11月）
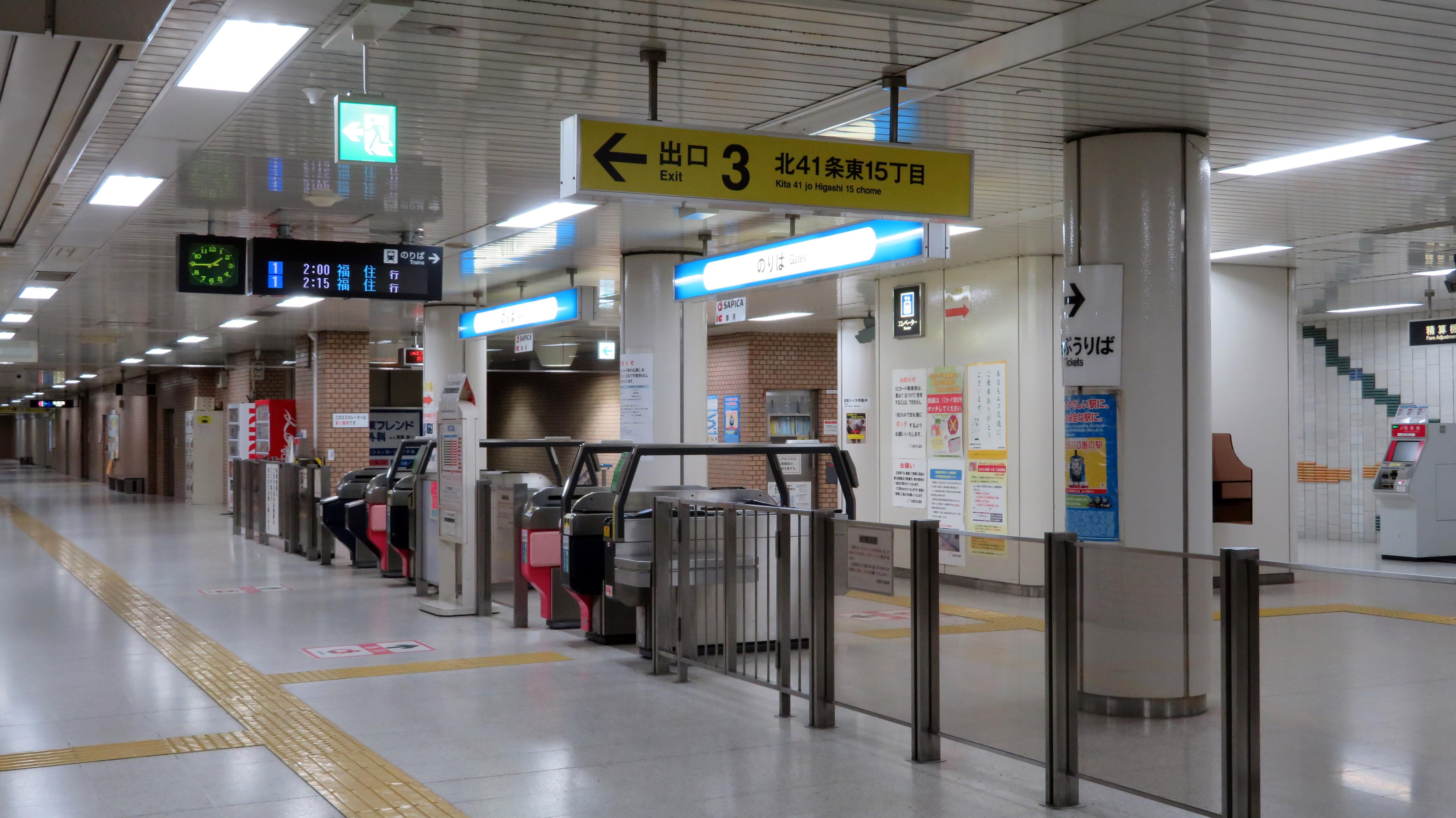
栄町駅改札口（2017年1月）

### バス
かつては札幌市交通局がバス路線（札幌市営バス）を運行していたが、段階的に民間事業者に路線を移譲し、2004年（平成16年）に廃止となった。
バスターミナル
- 環状通東バスターミナル
- 栄町駅交通広場

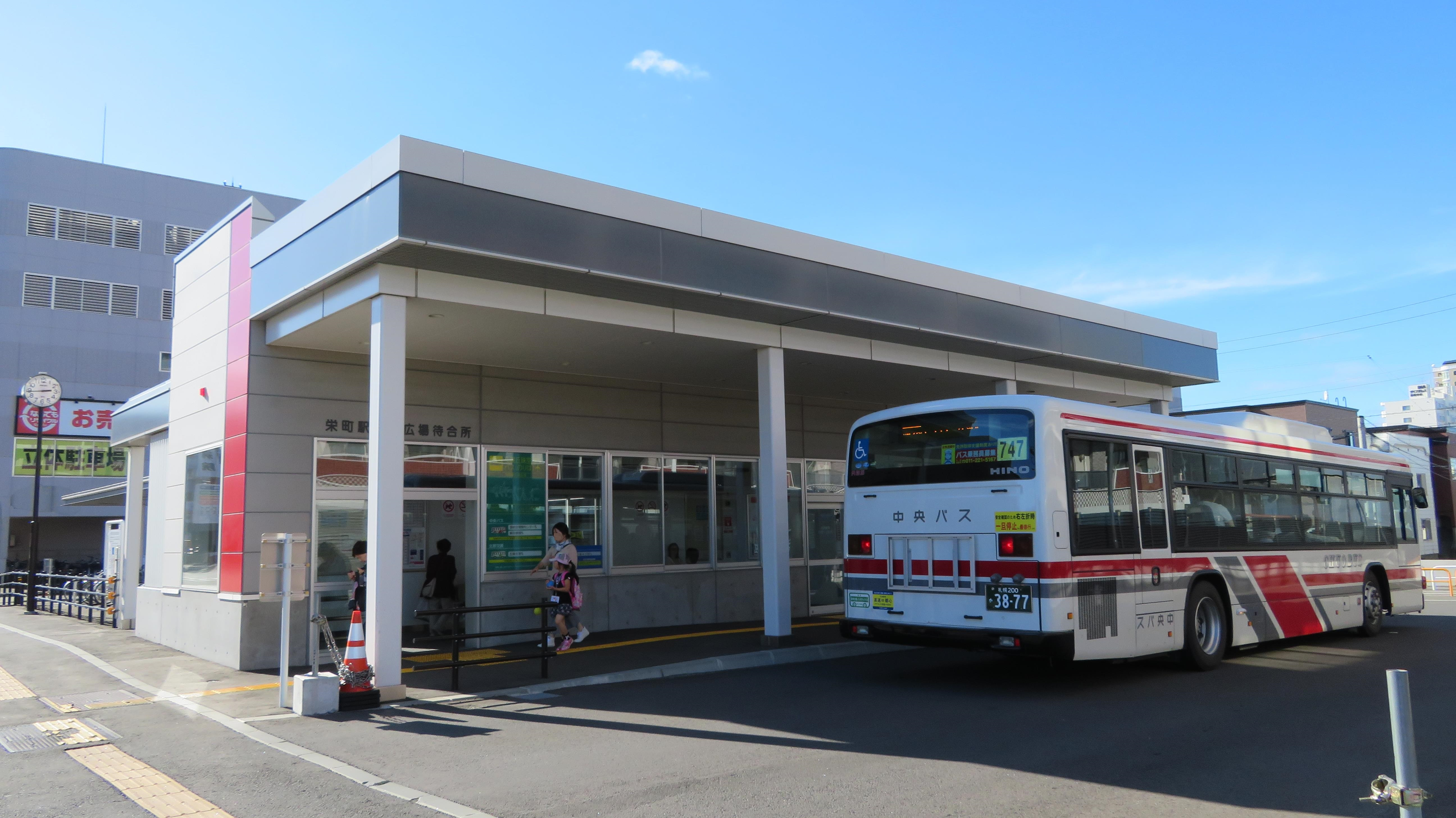
栄町駅交通広場（2016年9月）

空港連絡バス
- 北海道中央バス（サッポロビール園-新千歳空港間）（東区役所前駅、環状通東駅経由）
- 北都交通（札幌都心-栄町駅-丘珠空港間）

路線バス
- 北海道中央バス 札幌北営業所、札幌東営業所[注 5]

### タクシー
- 昭和交通
- 興亜第一交通（第一交通産業グループ）
- さくら交通
- ライラック交通
- 北陵交通
- 札幌日交タクシー
- 札幌エムケイ
- 金星自動車
- 恊和交通
- 明星自動車
- 札幌第一交通（第一交通産業グループ）
- 平岸ハイヤー
- 朝日交通
- アカツキ交通
- MID交通
- ダイコク交通
- はまなす交通
- 東交通
- 太洋ハイヤー

### 道路
- 高速道路
  - 札樽自動車道（北海道横断自動車道）：札幌北（第一）IC（旭川・苫小牧方面入口、小樽・余市方面出口）[注 6] - 伏古IC（ハーフIC） - 雁来IC（ハーフIC）
- 一般国道
  - 国道5号
  - 国道231号
  - 国道274号
    - 札幌新道

  - 国道275号
- 主要地方道（主要道道・主要市道）
  - 北海道道89号札幌環状線
  - 北海道道112号札幌当別線
  - 北海道道128号札幌北広島環状線
  - 札幌市主要市道9900号真駒内篠路線
- 一般道道
  - 北海道道273号花畔札幌線
  - 北海道道277号琴似停車場新琴似線
  - 北海道道431号丘珠空港線
  - 北海道道814号滝野上野幌自転車道線
  - 北海道道864号大麻東雁来線
  - 北海道道865号樽川篠路線
  - 北海道道1053号真駒内茨戸東雁来自転車道線
  - 北海道道1137号丘珠空港東線

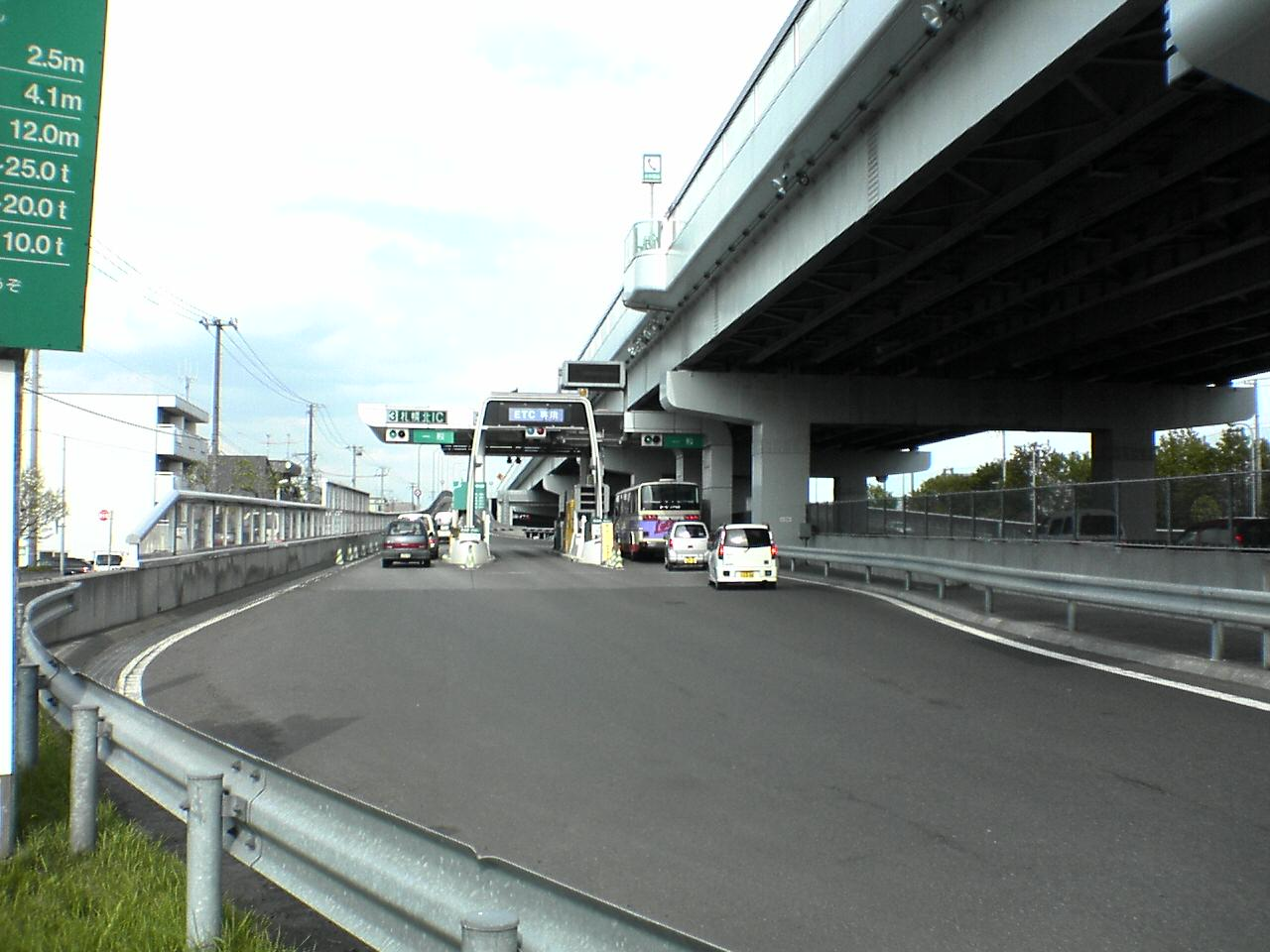
札幌北IC（旭川・苫小牧方面入口）（2005年5月）
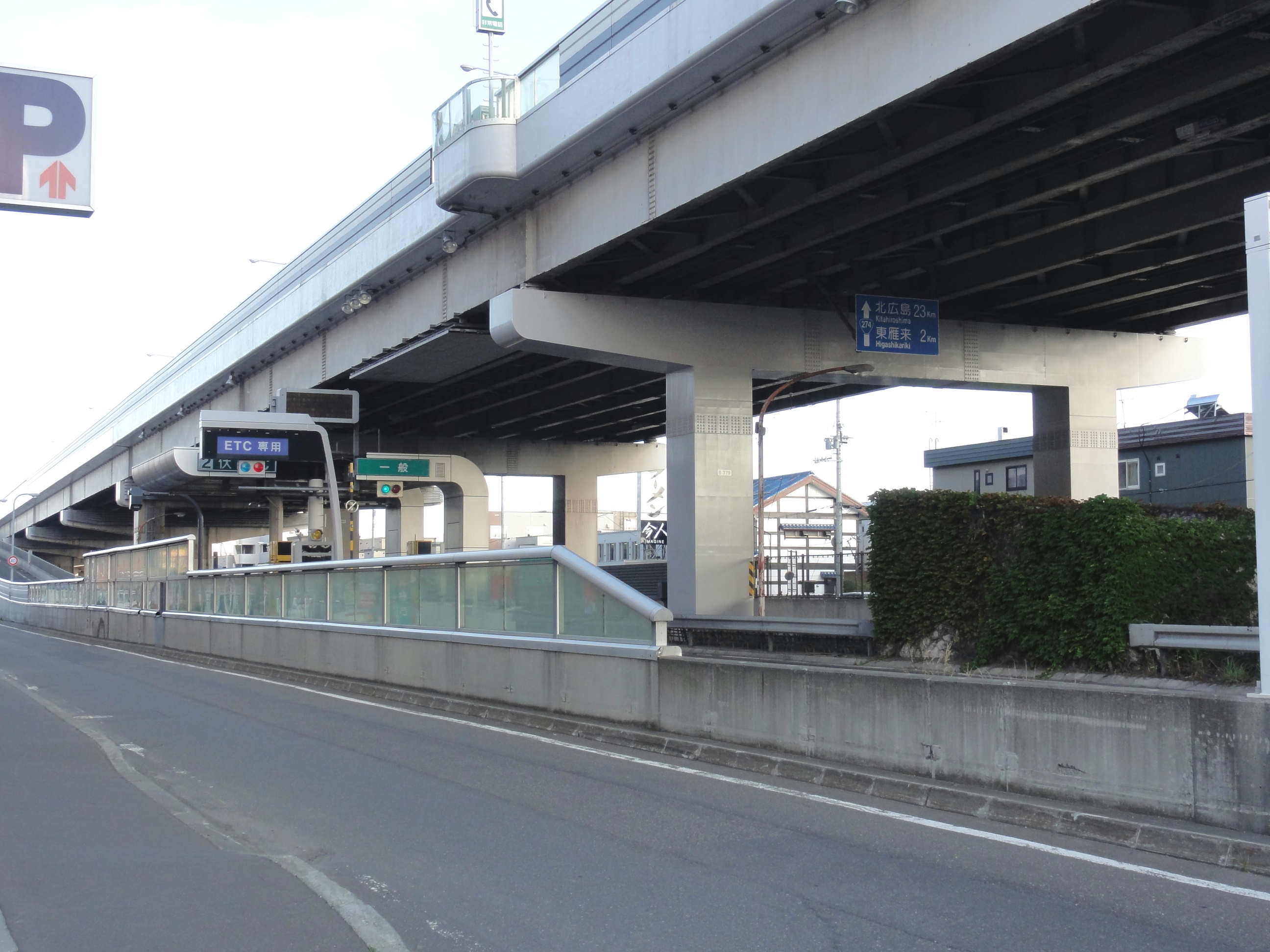
伏古IC（2012年8月）
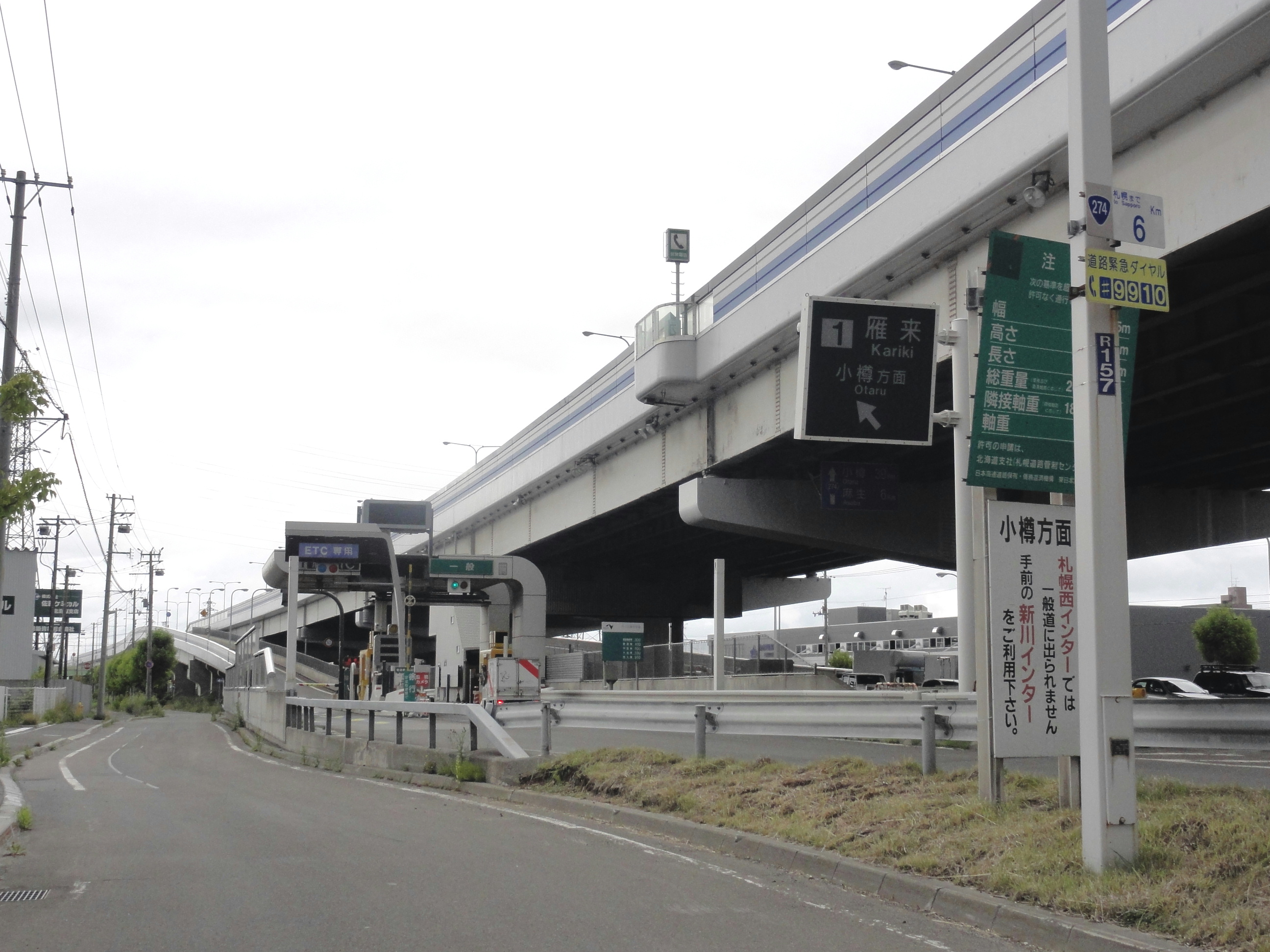
雁来IC（2012年7月）

## 文化財
「札幌市内の文化財」参照
市指定文化財
- 無形文化財
  - 丘珠獅子舞 - 丘珠獅子舞保存会
- 有形文化財および史跡
  - 札幌村・大友亀太郎関係歴史資料及び史跡 - 札幌村郷土記念館

## 観光・レジャー
- サッポロビール博物館（サッポロガーデンパーク内）
- 北海道鉄道技術館（北海道旅客鉄道苗穂工場内）
- 雪印メグミルク 酪農と乳の歴史館
- 福山醸造 醤油蔵
- 札幌村郷土記念館
- 本龍寺
- 札幌市農業体験交流施設（サッポロさとらんど）
  - 丘珠縄文遺跡体験学習館・おかだま縄文展示室
  - サツラク ミルクの郷
- モエレ沼公園

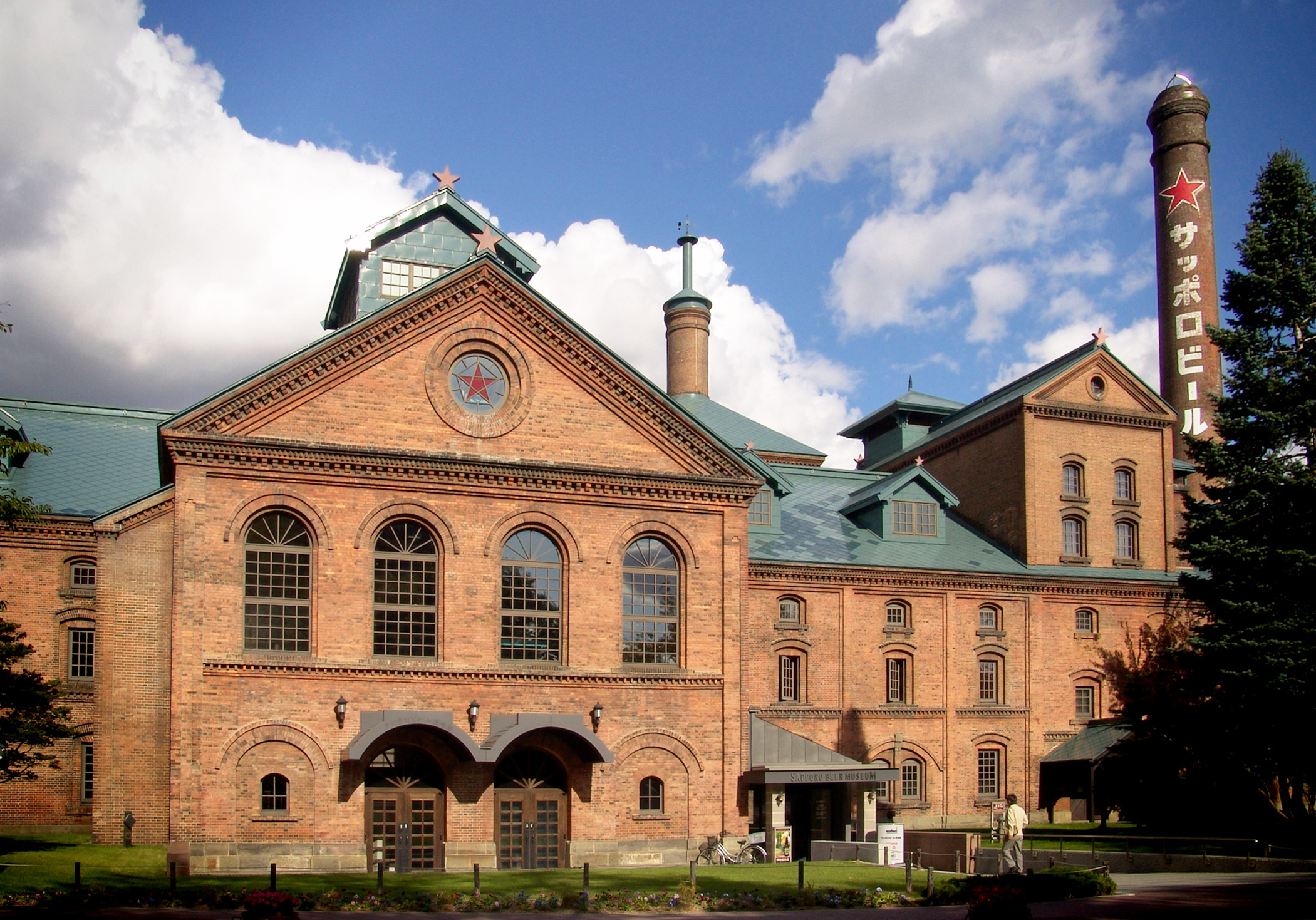
サッポロビール博物館（2012年3月）
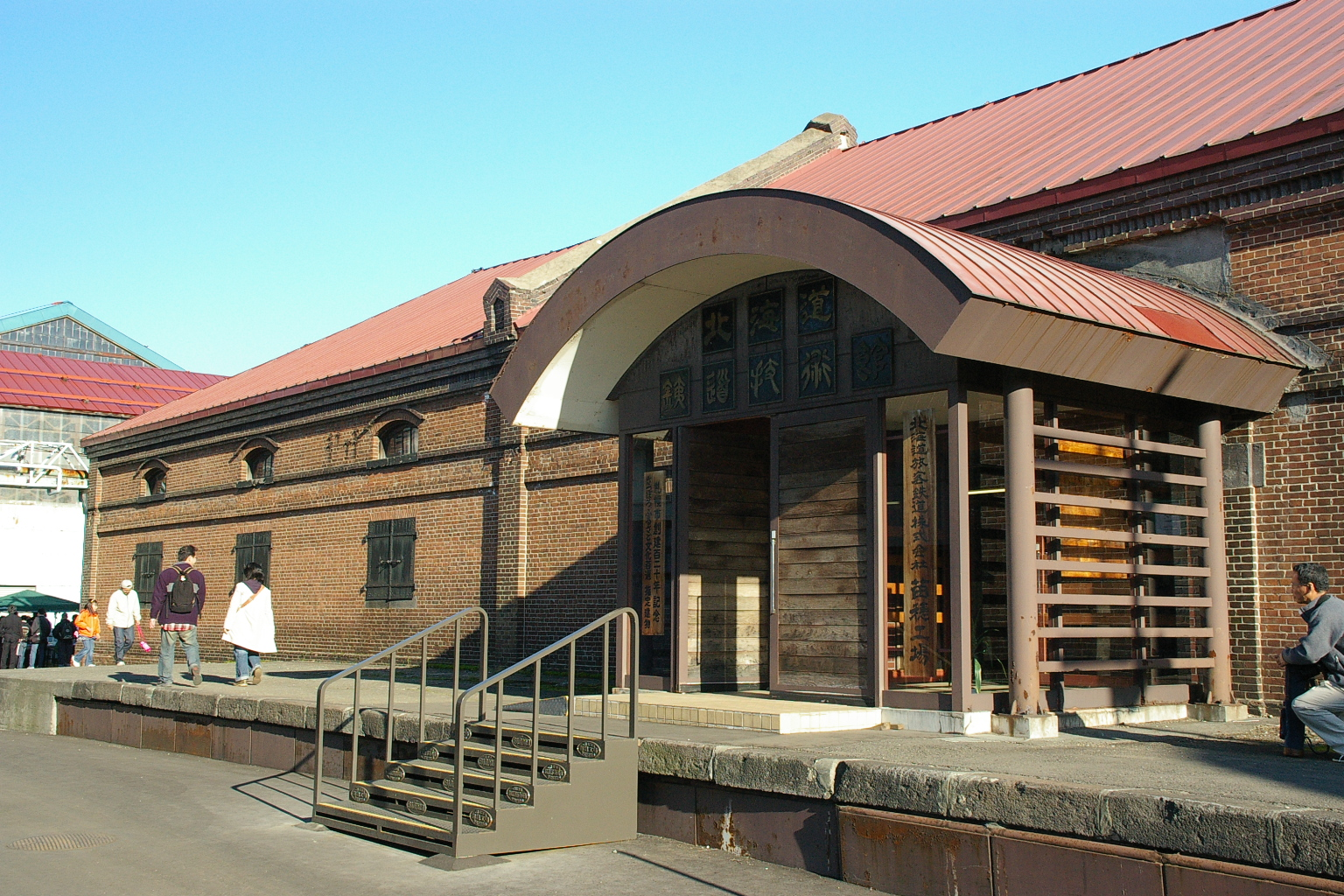
北海道鉄道技術館（2007年10月）
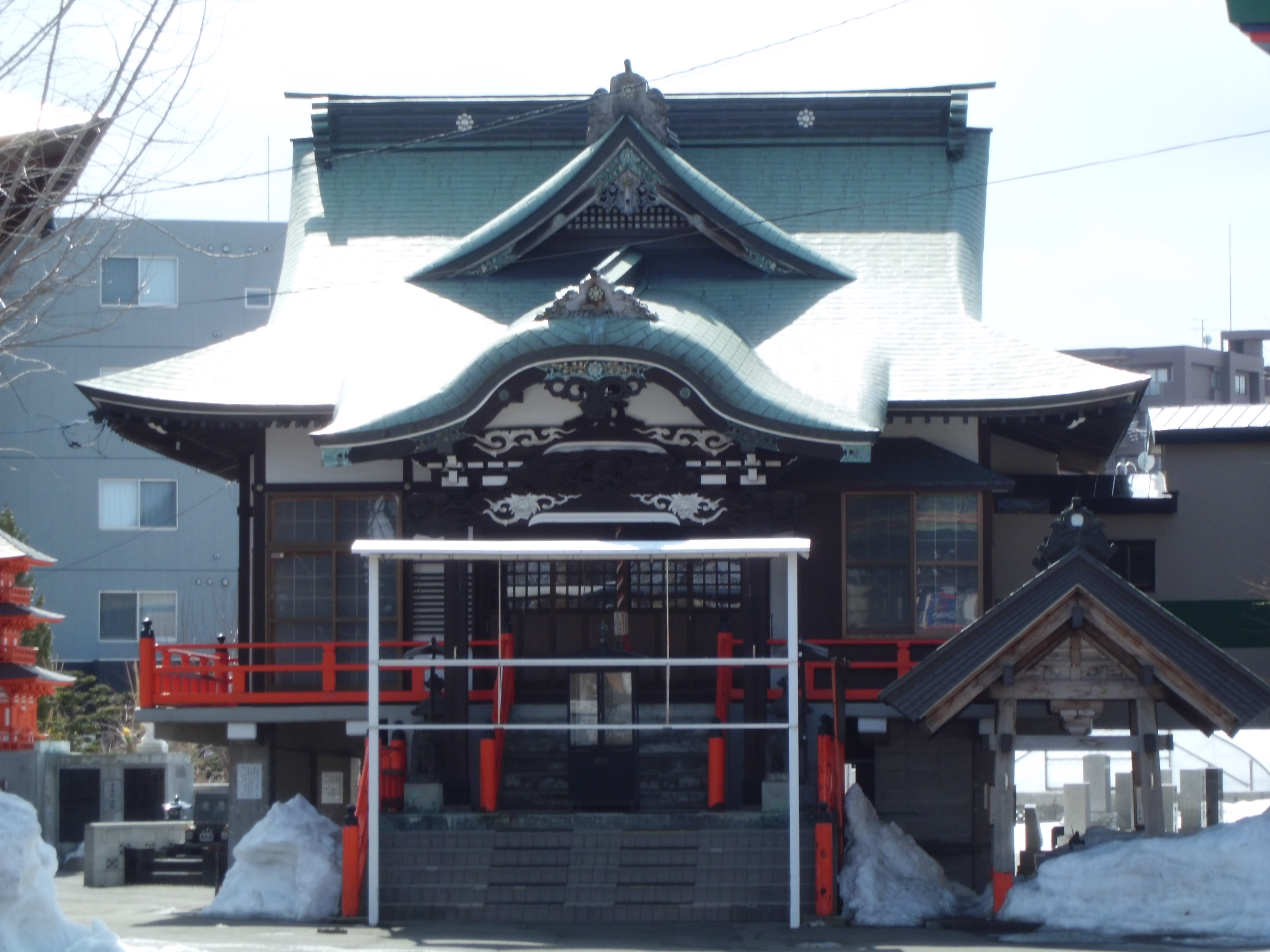
本龍寺の妙見堂（2015年3月）
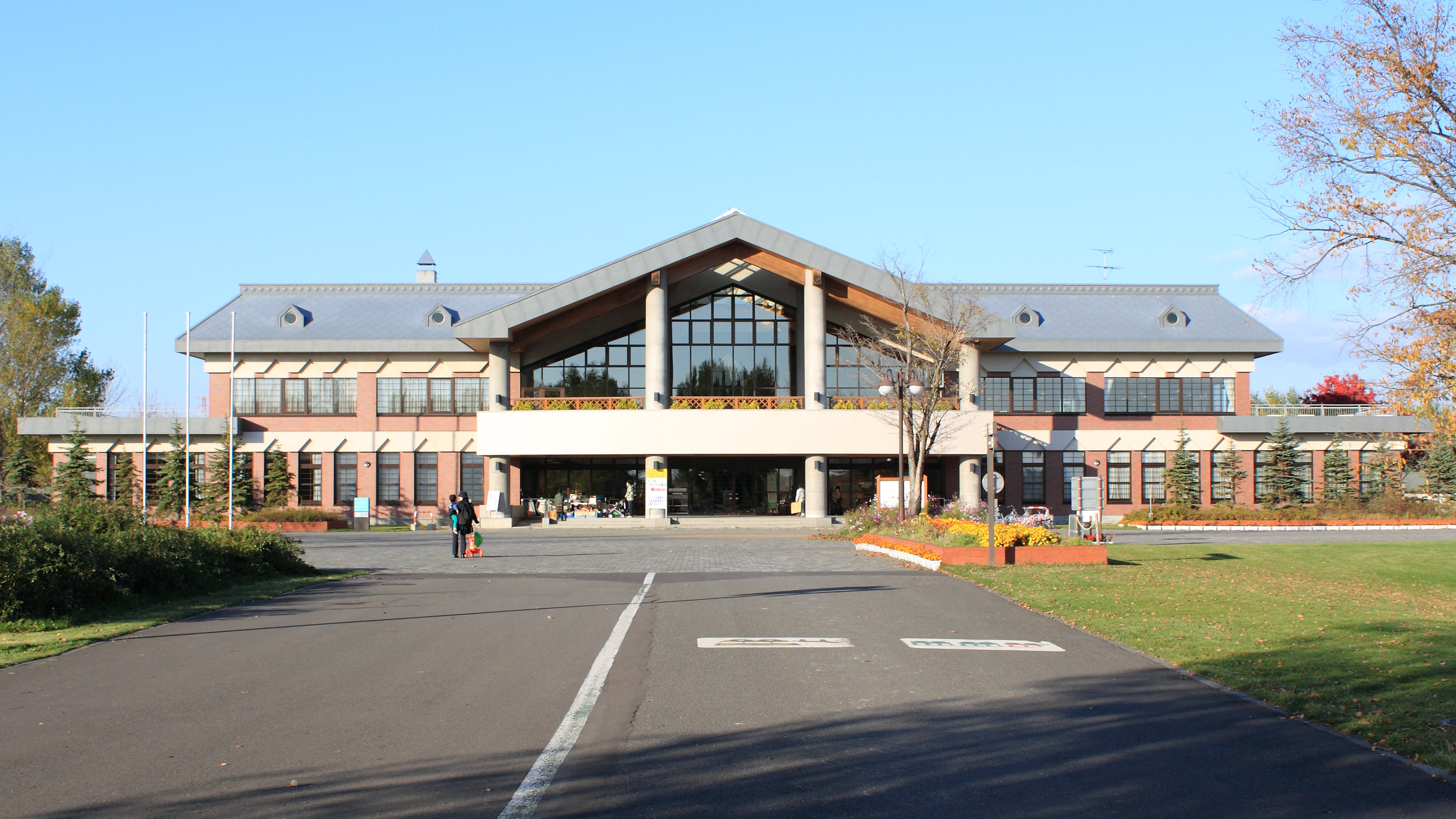
さとらんどセンター（2009年10月）
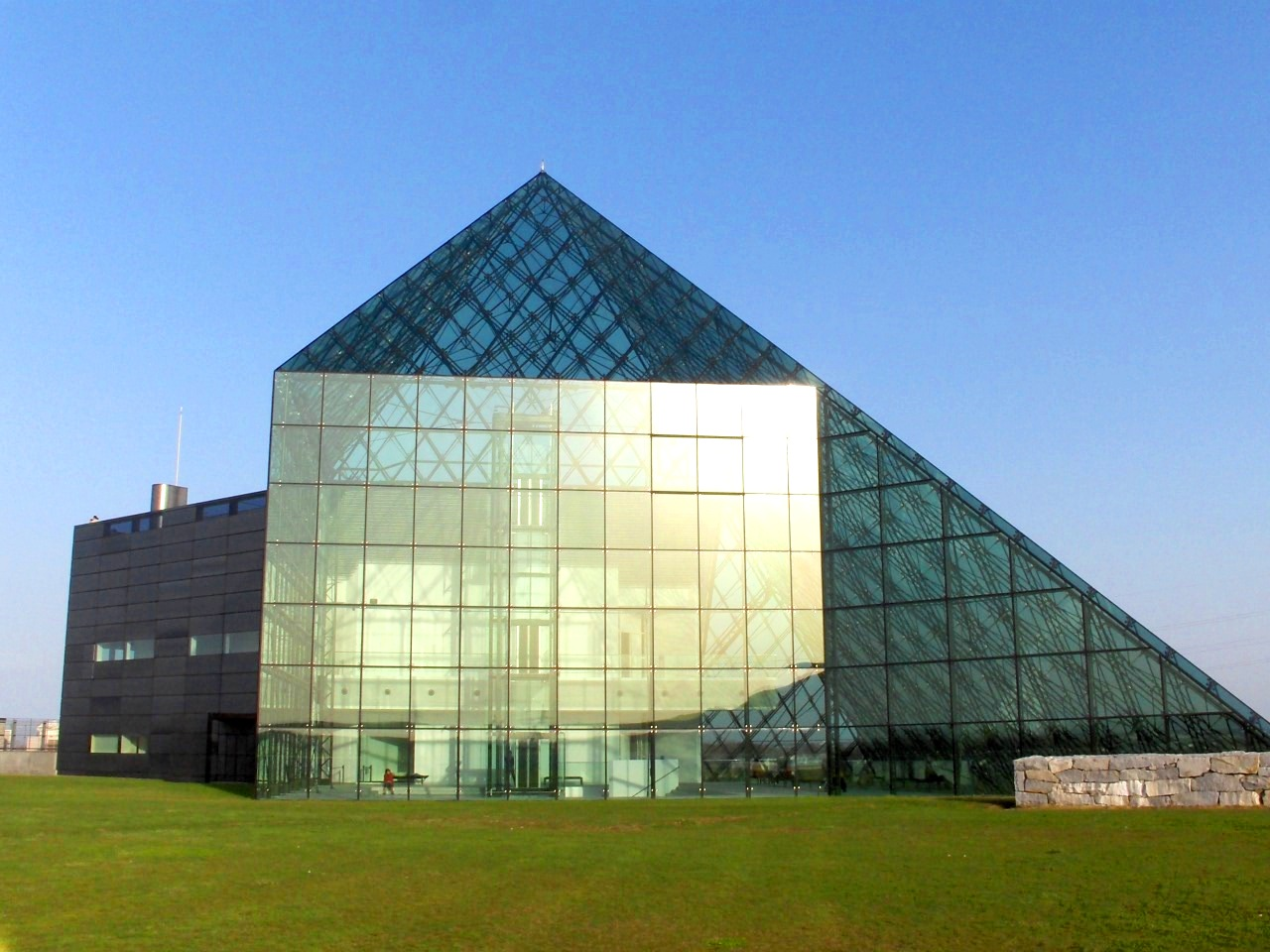
モエレ沼公園ガラスのピラミッド「HIDAMARI」（2007年4月）

## 祭事・催事
- さっぽろ雪まつり（2月）
- コミュニティマーケットin東区 (COME)（2月）
- GOLDENマーケット（春・秋の年2回開催）
- YOSAKOIソーラン祭り（6月）
- HOKKAIDOママチャリ耐久リレー大会（6月）
- 札幌30K（7月）
- 美香保夏まつり（7月）
- ひのまるちびっ子夏まつり（7月）
- 妙見尊大祭（8月）
- レインボーサマーフェスティバル（8月）
- 燃えれ! わが街（8月）
- 鉄東地区市民大運動会（8月）
- Sapporo小・中学生サイクルロードレース（8月）
- モエレ沼芸術花火（9月）
- 札幌市民体育大会サイクルロードレース（9月）
- たまねぎフェスタ（9月）
- ひがしく健康・スポーツまつり（10月）

## 出身人物
50音順
- 岩田徳治（岩田建設創業者）
- 大角竜敏（元バレーボール選手）
- 大谷皿屋敷（劇作家）
- 尾形佳紀（元プロ野球選手）
- 片岡球子（日本画家）
- 加藤拓歩（プロレスラー）
- 佐藤修（TBCアナウンサー）
- 里田まい（タレント、カントリー娘。メンバー）
- 髙橋祐介（衆議院議員）[24]
- トム・ブラウン（お笑いコンビ）
- 北青鵬治 （元力士）
- 三宅唱（映画監督）
- 宮永明子（フリーアナウンサー）
- 山田航（歌人）
- 渡部高史（元プロ野球選手）
- 渡辺惣蔵（元衆議院議員）